# Jack Jersey
Jack de Nijs (Tjimahi, 18 juli 1941 – Roosendaal, 26 mei 1997) was een Nederlandse zanger (Jack Jersey), componist, arrangeur, tekstdichter en producer van lichte muziek.
Hij begon zijn loopbaan in bandjes en brak door als componist en producer voor een groot aantal artiesten, met grote hits voor Jan Boezeroen, Nick MacKenzie en André Moss. Van de laatste kregen meerdere hits een nieuw leven als tune van de TROS. Hij was de producer en de schrijver van de Nederlandse tekst van Comment ça va uitgevoerd door The Shorts, die internationaal aansloeg. Ook andere composities van hem werden in het buitenland gecoverd.
Als zanger had hij eerst meerdere kleine hits in het Nederlands tot hij in 1973 in het Engels doorbrak met I'm calling dat alarmschijf werd bij Radio Veronica. In 1974 en 1975 bracht hij meerdere singles uit met The Jordanaires die in de jaren ervoor Elvis Presley hadden begeleid. Vanwege overeenkomsten in het stemgeluid werd hij veel met Elvis vergeleken. Al zijn hits achter elkaar gezet hebben meer dan tweeënhalf jaar in de hitlijsten gestaan.

## Leven

### Jonge jaren
Jack de Nijs werd geboren in Tjimahi bij Bandung (Nederlands-Indië). Hij had twee oudere broers en een zusje. Hij is geen familie van Rob de Nijs, die hier zelf door journalisten ook over gevraagd werd. In een interview uit 1974 noemde hij zijn afkomst een mengelmoes. Aan vaderszijde was zijn opa van Nederlandse afkomst en aan moederszijde van Luxemburgse. Zijn oma's waren Javaans en Japans.
Zijn vader was een militair (luitenant) bij het KNIL en werd in 1953 bevorderd tot kapitein bij de commando's omdat hij tijdens de watersnoodramp het initiatief nam om met zijn militairen naar Zeeland te gaan om aldaar de mensen te helpen en te redden. Twee jaar eerder, in 1951, was het gezin naar Nederland gerepatrieerd waar het eerst een jaar woonde in het Ambonezenkamp in de plaats Wouw. In 1952 vestigden ze zich in de nieuwgebouwde Fatimawijk in Roosendaal. Over de muzikaliteit van zijn ouders is alleen bekend dat zijn vader gitaar speelde en er heel af en toe bij zong.
Als kind in Indonesië speelde hij al met een plaatselijk orkestje mee met een eigen ukelelebanjo. Hij kreeg later drie jaar lang pianoles en vervolgens leerde hij zich het musiceren zelf aan. Als hij sprak dan stotterde hij licht, maar bij het zingen had hij daar geen last van. Uit biografieën komt een intelligente jongen naar voren die de HBS en vanaf 1959 de Hogere Hotelschool in Maastricht wist af te ronden. Zelf was hij echter het liefst niet eens aan de HBS begonnen, maar daar was zijn vader op tegen. Na twee jaar studie in Maastricht leerde hij zijn toekomstige vrouw Elly (Elisabeth), wier vader een registeraccountant (NIVRA) was, kennen.
Als tiener zong hij in het dixielandorkest The Dixy Stampers. Bij Jan de Winter en Addy Kleijngeld nam hij in deze tijd met een bandje zijn eerste plaatjes op.

### Zanger in verschillende bands
Tijdens zijn studie begon hij een kwartet onder de naam The Four Sweeters. De groep werd ontdekt door de Maastrichtse grammofoonplatenhandelaar Henk Severs die de groep vier nummers liet opnemen die waren geschreven door De Nijs. Ze kwamen uit op de singles Heavenly woman en Pretty rockin' shoes.
Nadat hij de hotelschool afsloot, werkte hij slechts één dag in een hotel. In Roosendaal begon hij met Cor van Leest het op de Everly Brothers geïnspireerde duo Jack & Woody. Weer werden vier nummers opgenomen, waaronder Paulette. Vervolgens formeerde hij Jack Dens & The Swallows waarmee hij in 1961 de single Careless babe uitbracht. In 1963 ging de band in gewijzigde bezetting verder als The Firestrings en in 1964 als The Flames.
Hij had er verschillende baantjes naast en ook nog een tijdje een Chinees-Indisch eenmansbedrijfje in maaltijdenbezorging. Het bedrijfje was echter verliesgevend en zijn schulden werkte hij later weg met een baan in de haven van Rotterdam. Ondertussen vervulde hij zijn militaire dienstplicht en werd hij bij optredens vaak vervangen.
Medio 1965 ging hij twee keer twee maanden voor optredens naar Duitsland, eerst met de indo-rockband The Rhythm Brothers en vervolgens met Tony & his Magic Rhythms. Bij terugkeer formeerde hij met onder meer Rudy Wenzel en Henk Voorheyen de beatband The Losers. Midden in het nederbeattijdperk kregen ze een contract bij het platenlabel CNR die hen met enkele andere bands naar voren schoof onder het motto Beat from Holland. Voor deze band was hij tot 1967 de leadzanger.
In 1965 verscheen hun eerste plaat Since you're gone/Mexico. Mexico kwam in meerdere landen uit. In verschillende interviews vertelde de zanger dat de single op nummer 1 van de hitlijsten van Peru zou zijn terechtgekomen, het land van herkomst van Francis Lopez, de componist van het nummer. Een Nederlandse vertaling ervan werd in 1969 en 1986 een hit voor de Zangeres Zonder Naam. In 2008 kwam de versie van The Loosers nog aan bod voor opname in de Mexicaanse tekenfilm Campeones de la lucha libre.

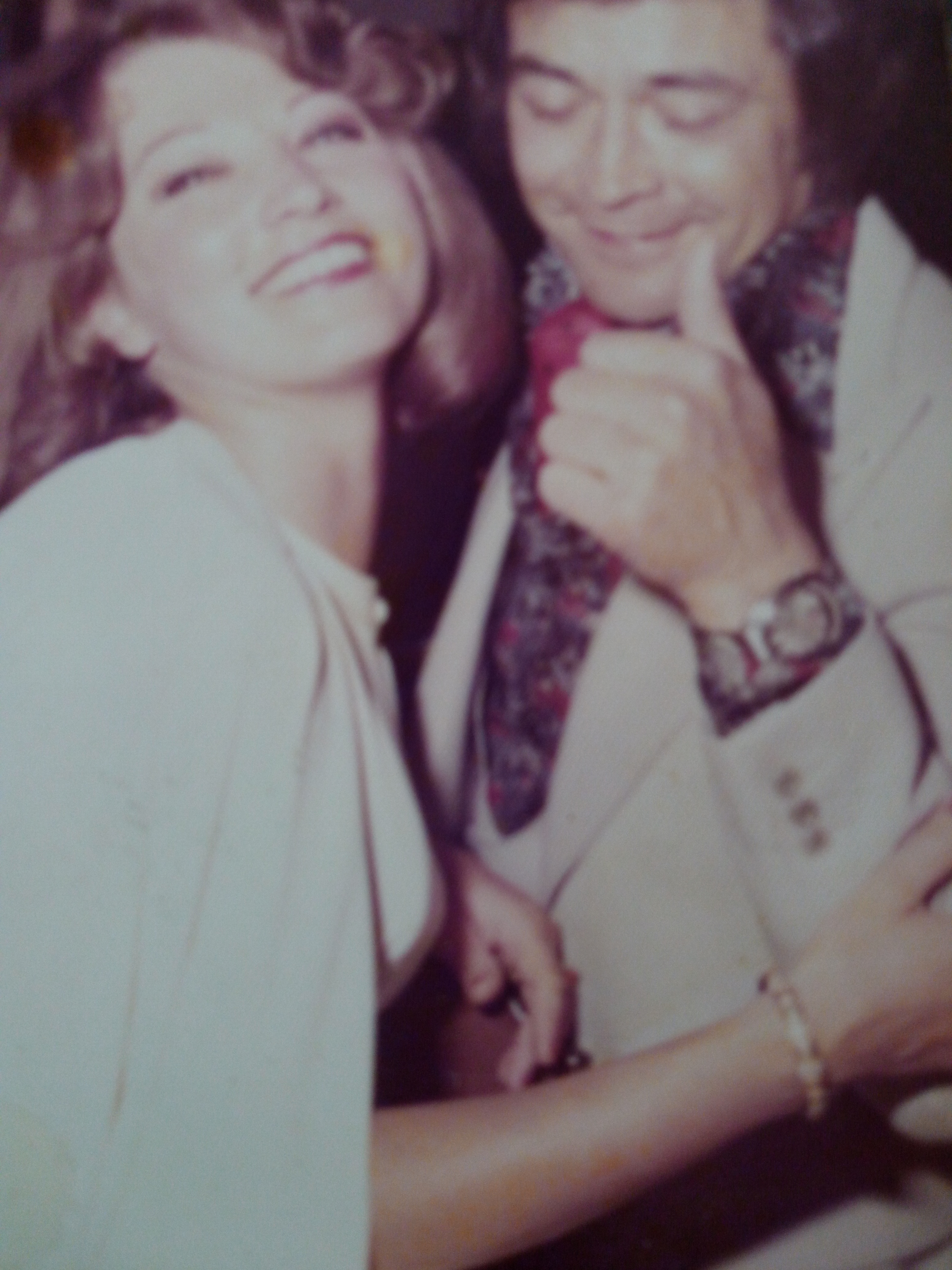
Elly en Jack de Nijs

Na vijf jaar verkering trad De Nijs op 6 mei 1966 in het huwelijk. In 1967 werd hun zoon geboren. Zijn aspiratie voor de muziek verdween naar de achtergrond en hij werkte vijf jaar voor Philips, waaronder als afdelingschef. Ernaast speelde hij in The Rose Valley Quartet (1967) en het Jack de Nijs Combo (1968-1970). Het werk bij Philips lag hem niet en door zijn optredens hield hij het leven enigszins plezierig.

### Songwriter en producent
In 1968 maakte hij de professionele terugkeer naar de muziekwereld. Deze keer deed hij dat echter op de achtergrond, door met Ruud Wenzel de Productiemaatschappij JR (Jack en Ruud) op te zetten. Met een bandrecorder als eerste apparatuur maakten ze hier hun eerste demo's boven de toenmalige Bristol Bar aan de Brugstraat, en kort erna aan het Permekeplein. Aan het eind van het jaar vertrok Wenzel en voegde zich Henk Voorheijen, een ander voormalig bandlid, bij hem als compagnon. De naam JR hielden ze overeind, maar de betekenis ervan werd uiterlijk in 1970 gewijzigd in Jeetzi Rah dat Scheppingswereld betekent in het Hebreeuws. Hun eerste studio was primitief ingericht en alleen geschikt voor proefopnames. Hij was gevestigd boven De Raatskelder in het centrum van Roosendaal en heette Studio Raats.
Op zoek naar een platenlabel was er van Artone een laag bod gekomen. Met meer zelfvertrouwen probeerde De Nijs het vervolgens bij Polydor. Hier probeerde hij het met de slogan "we komen het goud uit het Zuiden brengen". Het werd met veel gelach ontvangen, maar zorgde er wel voor dat ze hier hun eerste productiecontract voor JR verwierven.
Geheel tegen hun eigen verwachting in werd hun eerste plaat Antoinette een grote hit. Op precies dezelfde dag werd in 1969 zijn dochter geboren. De uitvoerende zanger was Leo den Hop voor wie het een gouden plaat betekende. Het bleef niet bij een hit in Nederland alleen, want een cover leverde Ray Miller in Duitsland platina op.
In het eerste jaar kwamen er tien singles van ze uit waarvan er acht de hitlijsten bereikten. Na dit succes kreeg hij lucratieve aanbiedingen om over te stappen naar Dureco en EMI. Die tijd beschreef hij als: "Plotseling kon ik álles doen." Harry Knipschild was rond die tijd werkzaam voor Polydor. Hij herinnert zich dat er in die tijd veel bij deze platenmaatschappij mogelijk was, door de grote inkomsten uit artiesten als James Last, Jimi Hendrix, de Bee Gees, The Who en uit de Amerikaanse labels Atlantic en MGM.
Een van die hits was Gina Lollobrigida (1970) over de gelijknamige actrice die werd uitgevoerd door Tony Bass. Het werd met 132.000 verkochte exemplaren een platina plaat voor hem. Daarnaast werd het ook weer door Ray Miller gecoverd die er in Duitsland 900.000 exemplaren van verkocht, wat wederom goed was voor platina. Ray Miller had ook nog een hit met Sofia Loren (1970) die hijzelf eerder als Jack de Nijs had uitgebracht.
In 1972 vormde hij nog enige tijd de formatie Jack de Nijs Sextet met de twee singles genaamd Marian en Hee, dans met mij die voor de carnaval werden uitgebracht.

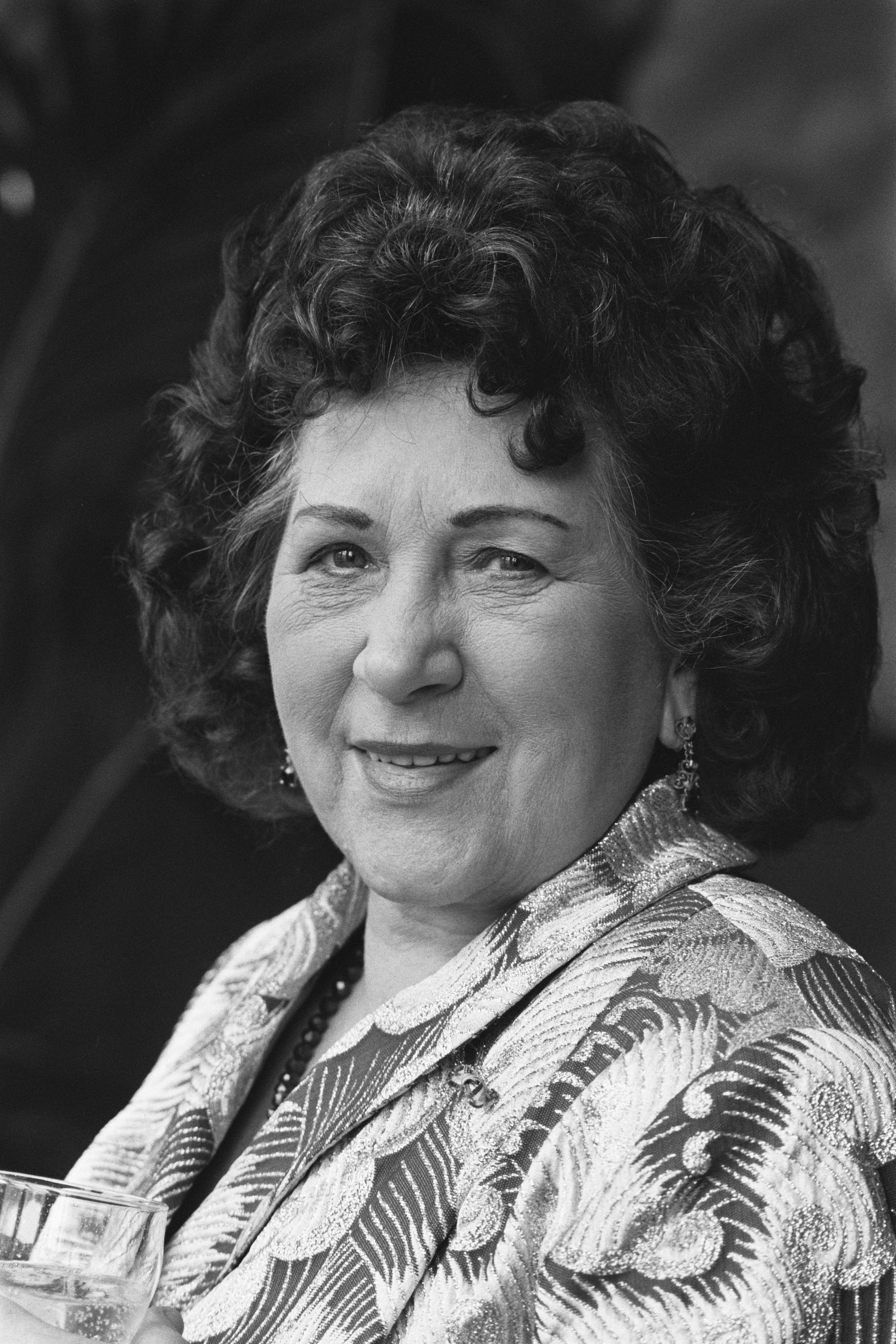
Zangeres Zonder Naam, 1987

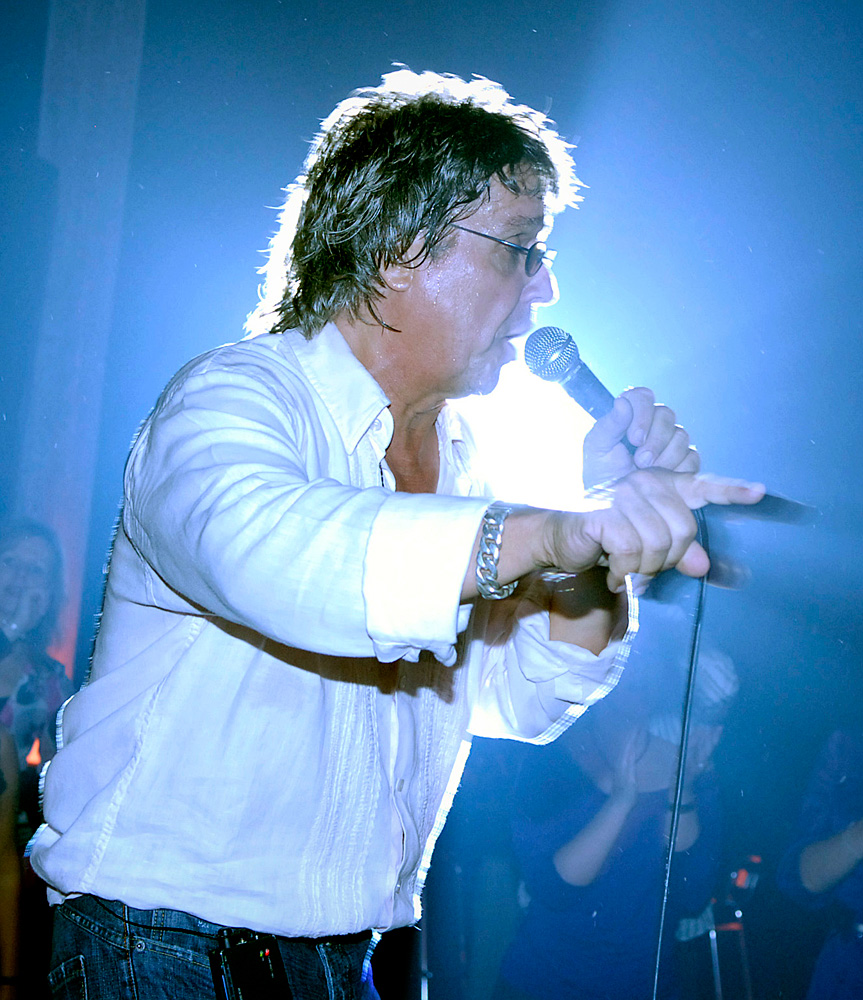
Arne Jansen, 2007

Bij het schrijven van een nummer had hij de arrangementen vaak al in zijn achterhoofd. In de studio nam hij vervolgens de gehele regie op zich en was er in principe geen ruimte voor artiesten om er nog iets aan te veranderen. Bij André Moss betekende dat weleens dat die de muziek zonder te oefenen op de plaat zette. De bedoeling erachter was dat de spontaniteit van het eerste moment niet verloren zou gaan. Door het vele schakelen tussen de verschillende genres nam hij later niettemin Sjaak Verburgt erbij in dienst als producer.
Bij Polydor was het maandsalaris nog vijfhonderd gulden geweest, terwijl daar de onkosten nog van afgetrokken moesten worden. Rond 1973 maakten ze de overstap naar Bovema waar ze een riant inkomen wisten te verwerven. Hier kreeg hij ook de kans om meer aan Engelstalige muziek te werken.

#### Artiesten
De succesvolle start in 1969 luidde een succesvolle periode in de jaren zeventig in. Er kwamen hits voor zijn producties voor bijvoorbeeld Crown's Clan (No place for our minds, 1970) en Clover Leaf (Oh what a day, 1971). In 1975 vormde hij een productieteam met Dries Andres Holten en in hetzelfde jaar nam Sjaak Verburgt als extra producer aan, de oud-bassist van Clover Leaf. Daarnaast werd Peter Nieuwerf als producer aangenomen.
Ook schreef en produceerde hij Zuster, oh zuster (Sjakie Schram, 1969) en Mira (Cock van der Palm, 1971). Hij schreef en produceerde liedjes voor een groot aantal artiesten, onder wie de Zangeres Zonder Naam, Ria Valk, Peter Wiedemeijer, Donna Lynton, Moan, Road, Tony Bass, Jack Jackson, Andy Tielman / Tielman Brothers, Arne Jansen, Luk Bral en Tony Martin. Een aantal van zijn composities en producties bereikten goud en platina. Tevens produceerde hij in het begin van de jaren '70 de toen welbekende Op Losse Groeven elpees waarvoor hij 2 maal goud ontving voor elk meer dan 250.000 verkochte elpees.
Jan Boezeroen
Voor Jan Boezeroen produceerde hij twee singles die de status van platina bereikten, namelijk met De fles en Oei, oei. Voor een derde single uit Boezeroens debuutperiode, Ze zeggen, werd De Nijs door Conamus onderscheiden met een Gouden Harp voor kwaliteit, artistieke waarde en populariteit. De elpee Oei, oei, waar ook deze drie singles op uitgebracht werden, werd eveneens een gouden plaat.
Nick MacKenzie
Een van zijn grote ontdekkingen was Nick MacKenzie. Voor hem produceerde en schreef hij meerdere liedjes. Zijn single One is one bereikte in 1973 nummer 2 in de Top 40 en nummer 4 in de Daverende 30 en leverde platina op. Zijn singles Juanita en Peaches on a tree werden beide goud. Met de eerste had MacKenzie ook een hit in Duitsland en België.
André Moss

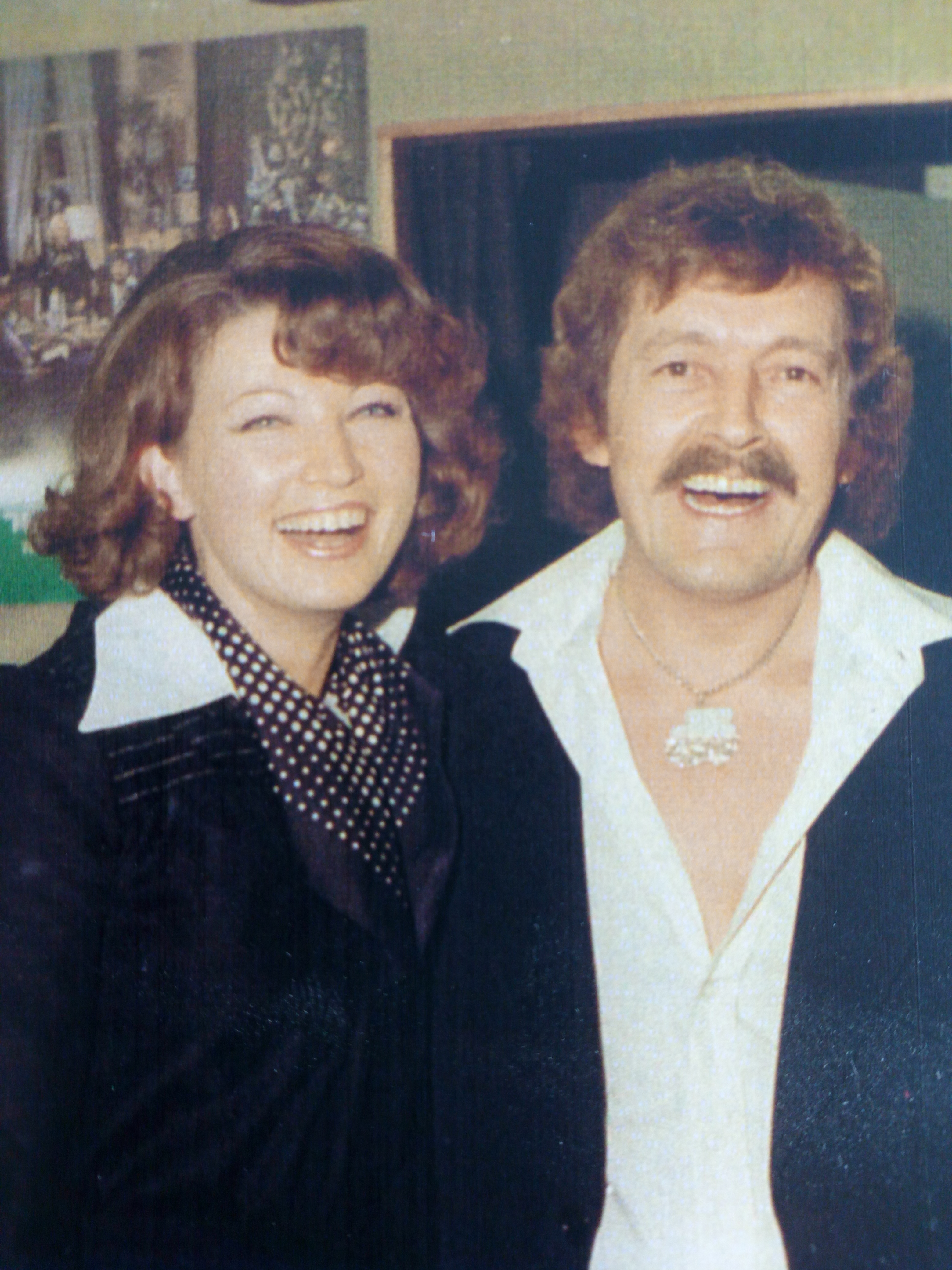
André Moss met de naamgeefster van zijn hit Ella (de Nijs)

Een andere succesvolle ontdekking was de saxofonist André Moss. Zijn single Ella (1973) bereikte de vierde plaats in zowel de Top 40 als de Daverende 30. De Nijs produceerde ook zijn gelijknamige elpee die goed was voor driemaal platina. Ook produceerde hij Moss' succesvolle elpee Rosita, die eveneens de status van platina verwierf en goed was voor een Gouden Hond, ook wel His Master's Voice genoemd. In 1975 werden ze allebei onderscheiden met een TROS-Produktieprijs. Daarna werkte hij nog aan Moss' album My Spanish rose. De elpee en de muziekcassette ervan werden elk afzonderlijk bekroond met goud.
Frank & Mirella
Frank Mortiers en Mirella Jacobs maakten deel uit van de indorockgroep Midnight Special toen zij in 1971 werden gevraagd voor een personeelsfeest van het kledingbedrijf Van Gils in Roosendaal. De latere saxofonist André Moss deed er de aankondigingen en nodigde Jack de Nijs uit te komen luisteren. Die reageerde enthousiast op het optreden en bood het duo nog dezelfde avond een contract aan. Hieruit ontstond een jarenlange samenwerking die aan het begin van de jaren tachtig opnieuw voortgezet werd. Doordat Nederlandstalige muziek in Hilversum vrijwel geen airplay kreeg en meer verkopen nodig had om in de hitlijsten terecht te komen, waren de hitnoteringen in de officiële lijsten bescheiden en kwamen de singles vaak niet verder dan de tipparades. Desalniettemin bereikten 6 liedjes de Nederlandse Top 40 waaronder de hit  Verliefd, Verloofd Getrouwd. Daarentegen werden ze veel gedraaid op piratenzenders en tijdens Op losse groeven van de TROS. Het duo had daardoor jarenlang een volle agenda met optredens en bekendheid in geheel Nederland.

#### Herkenningsmelodieën
De melodieën van de liedjes die Jack de Nijs schreef, werden veelvuldig door omroepen opgepakt om opnieuw te gebruiken als tunes en jingles voor radio en televisie.
De omroep TROS pakte veel werk uit de koker van Jack de Nijs op, om in verkorte versies te gebruiken als tunes op televisie en radio. Vooral het instrumentale werk leende zich hier goed voor, zoals de saxofoonnummers die hij schreef en produceerde voor André Moss en Maurice de la Croix. Nummers die een tweede leven kregen als tune waren onder meer Ella (1973), Rosita (1974) en Fly me to Bali (1980). De titelsong van de speelfilm Laat de dokter maar schuiven (1980) , gezongen door Piet Bambergen, is ook van de hand van De Nijs.
Radio Veronica nam meerdere keren jingles op, waaronder ook van Jack Jersey. In 1977 verscheen een verzamelalbum met 100 van in de geschiedenis duizenden jingles, waaronder 8 januari is Elvis dag op 538, een door Jack Jersey ingesproken versie van Elvis' His latest flame. De samenstelling van deze elpee werd gedaan door Lex Harding en Adje Bouman.

### Carrière als Jack Jersey
Solo had hij als Jack de Nijs al verschillende kleine hits gehad in het Nederlands en verder nog met de Engelstalige single Blame it on the summersun (1971) onder de artiestennaam Ruby Nash. Verder maakte hij in 1973 deel uit van de groep Brabants Bont, waaraan verder nog artiesten deelnamen als Yvonne de Nijs, Leo den Hop, Jan Boezeroen en Wil de Bras. De groep bracht de single Protest / Zeg nu ja voor Veronica uit als steunbetuiging voor de zeezender Veronica.
Toen hij in 1973 het nummer I'm calling aan de man probeerde te brengen op de Midem-beurs in Cannes, raadde Veronica-dj Will Luikinga hem aan het zelf uit te brengen. Dit deed hij onder de artiestennaam Jack Jersey en aanvankelijk had hij het bedoeld te zingen met rond vijftig Poolse en Russische strijkers. Het werd echter een versie met begeleiding door een countryband, waar zijn fragiele stemgeluid bovenuit klonk.

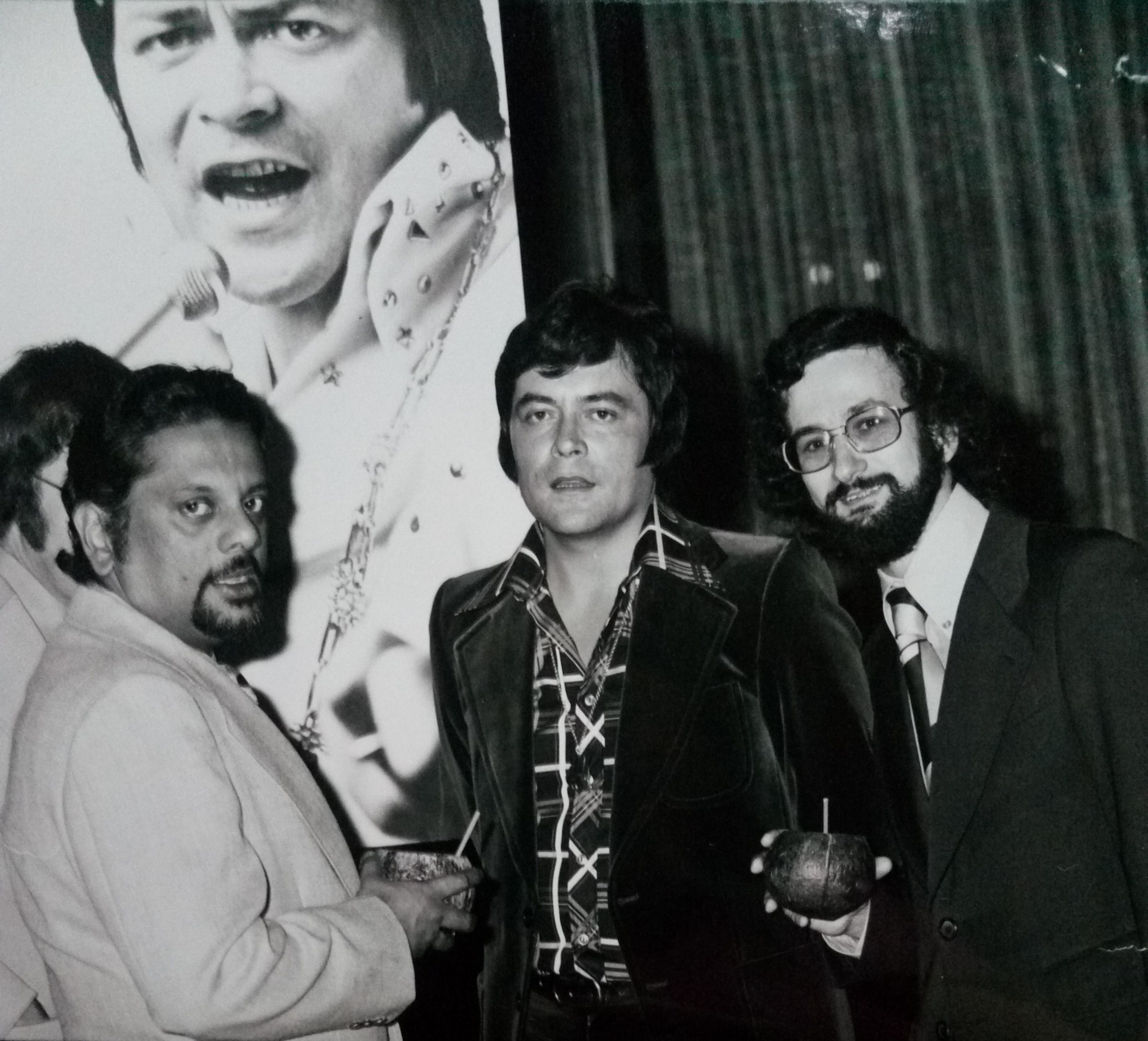
Roel Kruize, Bhaskar Menon, Jack Jersey en Theo Roos, 1974

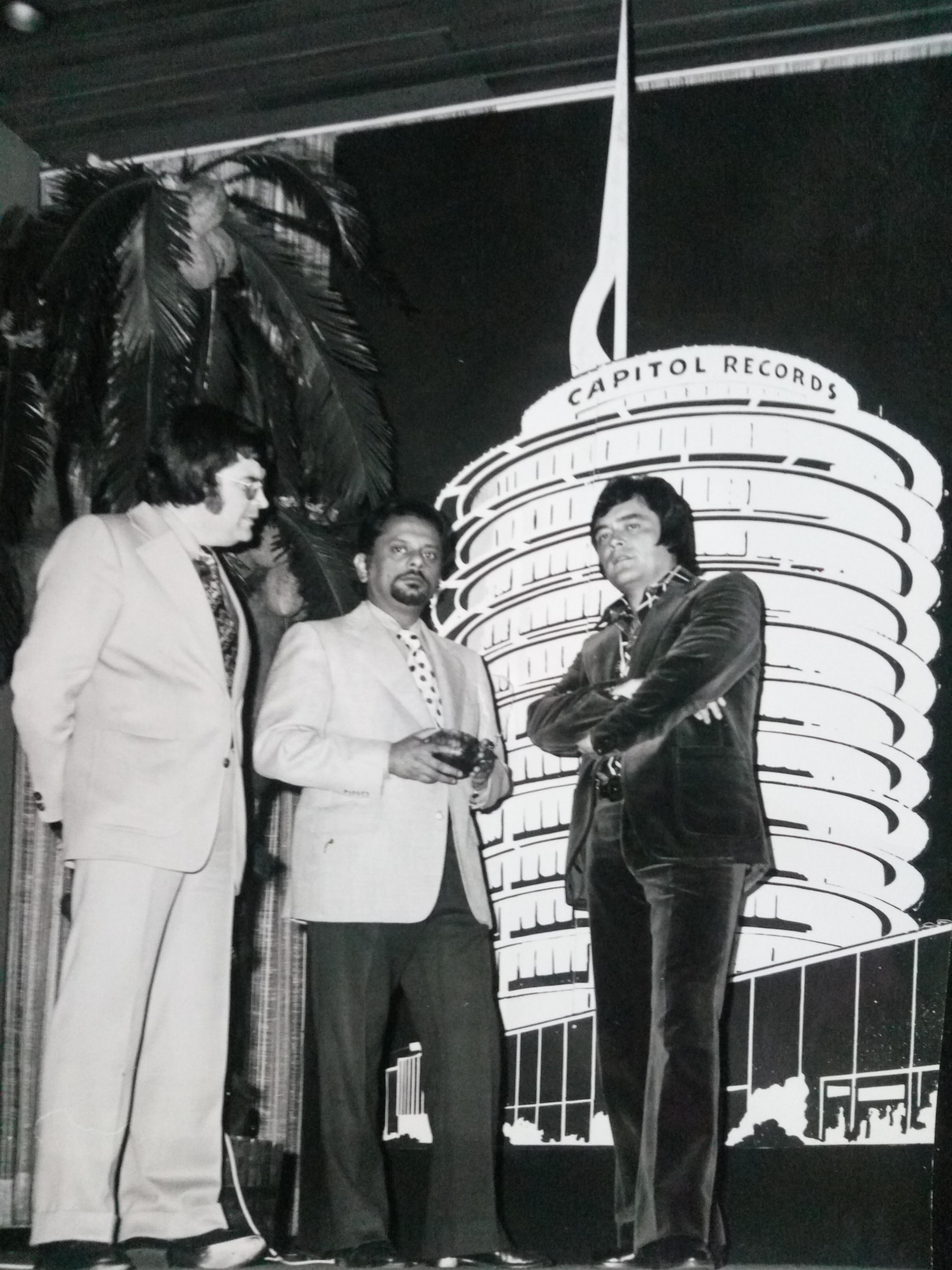
Kruize, Menon en Jersey, 1974

De gelijkenis met het stemgeluid van Elvis Presley had hij zelf nog niet meteen door. Toen hij echter merkte dat hij steeds weer werd gezien als een Elvis-imitatie, besloot hij het spel mee te spelen. De single werd door de zeezender Radio Veronica uitgeroepen tot alarmschijf en het werd zijn grootste hit tot dan toe. Zijn artiestennaam ontleende hij aan het eiland Jersey.
De lancering van zijn album In the still of the night aan het begin van augustus 1974 viel ongeveer samen met een grote promotiecampagne van Bovema. Roel Kruize had deze rondom het WK Voetbal van begin juni-juli gepland, rondom hem, The Cats, Kayak en Jaap Dekker. Bij elkaar ging Bovema toen uit van een stijging van de verkopen van Nederlandse artiesten met veertig procent.
Bij elkaar behaalde hij, als artiest Jack Jersey, tot en met 1977 vijftien hits, waaronder In the still of the night, Papa was a poor man en Blue brown-eyed lady. Van zijn elpee In the still of the night werden alleen al in Nederland 110.000 stuks verkocht. Het album leverde hem platina op.
Het succes kwam plotseling en ongepland. Hij had in die tijd de ambitie als zanger al naast zich neergelegd. Tien jaar eerder had hij die nog wel gehad, maar inmiddels verdiende hij zijn geld als producer en componist voor anderen. Daarnaast was hij altijd erg zenuwachtig voor een optreden, wat echter voor anderen juist het bewijs was van zijn artiestendom. Tijdens de topjaren in zijn rol als Jack Jersey liet hij het aantal optredens niettemin beperkt tot ongeveer 15 per jaar en werd immer begeleid door de twee broers Charles en Harry Blaauw.

#### Nashville
Zijn album In the still of the night was 1974 aanleiding voor Capitol Records om hem uit te nodigen voor muziekopnames in Nashville, Tennessee. De opnames werden gemaakt met The Jordanaires, de zanggroep die van 1956 tot 1972 Elvis Presley had begeleid. Bij elkaar was hij acht dagen in Nashville en nam hij hier in de opnamestudio van Columbia Records zijn elpee I wonder op. Er kwam ook een versie op de Amerikaanse markt met de titel Honky tonk man. De productie was in handen van Frank Jones die ervoor ook voor Buck Owens en Jim Reeves had gewerkt. Op het album staan 8 eigen nummers en 4 covers.
De Amerikaanse studiosfeer was voor hem een bijzondere belevenis en herinnerde hij zich om de hoge mate van ontspanning en enorme vakkennis. Meermaals per dag werd daar relax en take your time herhaald, terwijl hij vanuit Nederland het gejakker in de opnamestudio's kende. Hij ging er als uitvoerend artiest naartoe en deed vooral als producer veel ervaring op. In Nederland werden in die tijd arrangementen op noten uitgeschreven en de muziek door orkesten uitgevoerd. Daar arrangeerden The Jordanaires en geroutineerde musici de muziek terwijl hij die voorzong. Na twee repetities werd een lied vervolgens opgenomen. Terwijl de opname van een single in Nederland al snel 10 uur in beslag nam, werd zijn gehele album daar in 12 uur tijd opgenomen. De leiding van de arrangementen was in handen van Harold Bradley die van 1962 tot 1967 betrokken was geweest bij de opnames van Elvis.
Terug in Nederland kon het album nog niet uitgebracht worden, omdat In the still of the night nog steeds in de top 10 stond. Omdat het Amerikaanse geluid bij enkele nummers te leeg en hard werd bevonden, werden ze in Nederland nog nabewerkt met extra gitaren en mandolines. Dit was bijvoorbeeld bij Rub-it in het geval. Het album bereikte in 1975 nummer 3 van de LP Top 20 (nummer 7 bij Veronica) en werd bekroond met goud.
Ook zijn verzamelwerk The best of Jack Jersey (1976) leverde hem platina op. Daarnaast werden meerdere albums bekroond met goud, zoals zijn kerstalbum A Christmas show (1975) en de albums Jack Jersey sings country (1976), Forever (1976) en Asian dreams (1977).
Rond 1976 en 1977 werd hij begeleid door James, Jill, Jackson & Company, bestaande uit James van der Borght, Arie van Soelen (alias Jill), en Jacques Verburgt (alias Jack Jackson). De groep speelde mee op zijn elpee Asian dreams (1977) en trad met hem tijdens shows in Nederland, Duitsland en Canada.

#### Indonesië
In september 1977 was hij twee weken lang in Indonesië met regisseur Theo Ordeman en zijn filmploeg voor de opnamen voor de televisiespecial van de AVRO rondom zijn nieuwe elpee Asian dreams. Aan de reis ging veel organisatie vooraf, waarbij het filmen al tijdens de vliegreis begon. Om 9 liedjes op locatie op te nemen, waaronder het filmen in de Borobudur en in het paleis van de sultan, waren bij elkaar 38 vergunningen nodig.
De reis betekende een indrukwekkende terugkeer voor de zanger die zijn geboorteland in 1951 met zijn ouders had verlaten en sindsdien niet meer had teruggezien. Hier ontmoette hij de twee oude mannen, bappa (vader/meneer) Utjèh en oom Mang Ageb, die hem daar mede hadden opgevoed. Ook zag hij zijn geboortehuis terug. In Djakarta trof hij verder Achmad Albar, de voorman van Cloverleaf, voor wie hij tussen 1969 en 1971 een vijftal hits had geproduceerd. Albar was daarna teruggekeerd naar Indonesië en in 1977 uitgegroeid tot een tv-bekendheid.
Voor de lancering in Nederland werden de Indonesische ambassadeur en de media uitgenodigd. Waarnemend ambassadeuur Sudarmo Martonagoro bezocht met een royale vertegenwoordiging naar de presentatie in Laren De special werd in december van dat jaar op de Nederlandse televisie door de AVRO uitgezonden. In 1982 werd het album Live in Indonesia uitgebracht. Als postuum eerbetoon aan Jack lanceerde EMI aan het begin van 2007 de tv-special op een dvd, tezamen met zijn 23 Engelstalige top 40-successen op cd. Naast de muziekreis door Indonesië zijn daar ook clips uit historische televisieprogramma's op te zien, zoals uit Toppop en Musikladen. Het eerste exemplaar werd uitgereikt door Guus Meeuwis en Jacks dochter aan het zusje van Jack in Hilversum.
In de loop van de jaren trad hij geregeld op in muziekspecials die in andere landen werden opgenomen. De opnamelocatie kon soms op het laatste moment nog veranderen, zoals in 1976 toen het regende in Brugge en de ploeg halsoverkop het vliegtuig naar Torremolinos nam. Naast een aantal Europese landen werden zijn televisiespecials opgenomen in Tunesië, Sri Lanka en Mexico. Hij bracht zijn muziek in een groot aantal landen uit, meestal in het Engels, maar vertolkte ook een aantal liedjes in het Duits, Italiaans en Maleis.

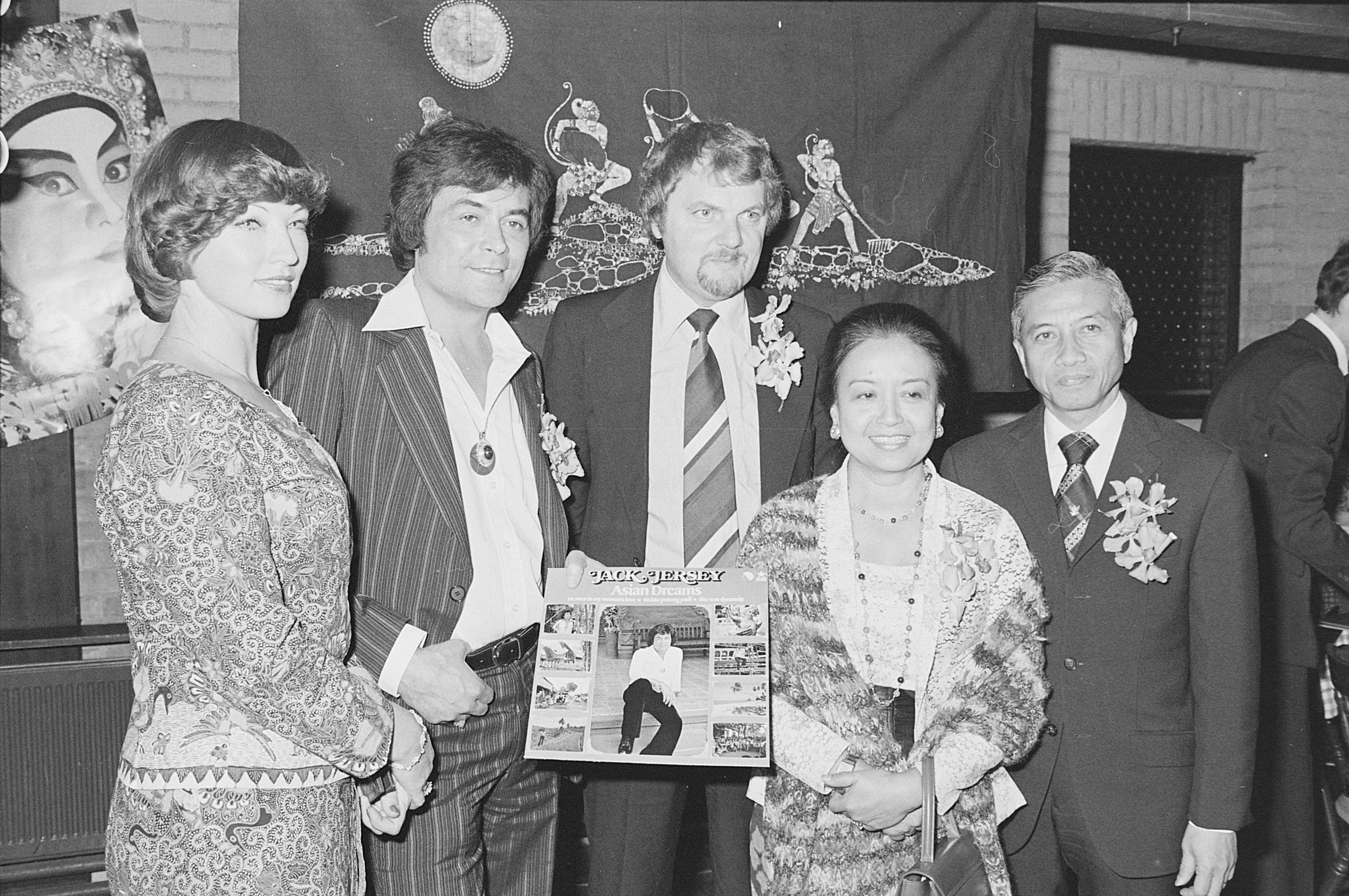
Presentatie van Asian dreams (1977) in aanwezigheid van waarnemend ambassadeur Sudarmo Martonagoro en zijn vrouw
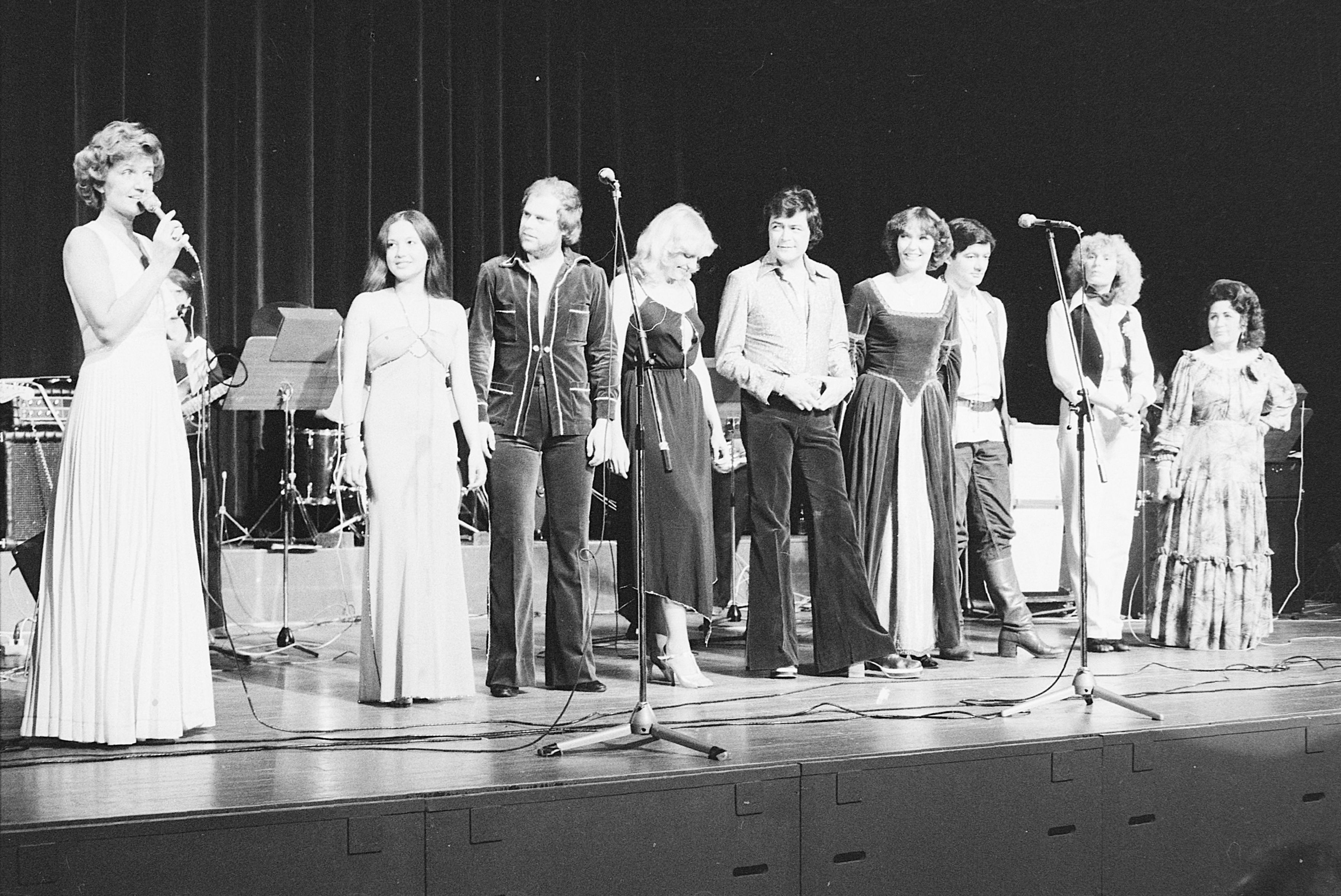
Oranjegala (1978) met v.l.n.r. Mieke Telkamp, Oscar Benton tussen Barbara en Eefje, Jack Jersey, Olivia en David (Hutchinson en Brown), Debbie, de Zangeres Zonder Naam en het J & R Showorkest in de Stadsschouwburg Haarlem

#### Los Angeles
In de tweede helft van de jaren zeventig bevond hij zich als Jack Jersey op een muzikaal hoogtepunt. Zijn fanclub telde 3500 leden en was daarmee de grootste van Nederland. In deze jaren trad hij op met zijn begeleidingsband The Cross Family. Hij werd ook gevraagd voor evenementen en openingen. In St. Willebrord gaf hij het startschot voor het vervolg van de eerste etappe van de Tour de France vanuit Nederland op 30 juni 1978.
In augustus 1978 kreeg hij de kans om zich met zijn band in Los Angeles te presenteren aan Jerry Weintraub en Neil Diamond, die de belangen behartigden van onder meer Frank Sinatra, John Denver en Dries van Kuijk (alias kolonel Tom Parker, de voormalige manager van Elvis Presley). Hier ging het er minder gemoedelijk aan toe dan in Nashville enkele jaren eerder. Wel was hij onder de indruk van zijn bezoek aan Los Angeles. Het pand van Weintraub maakte indruk en beschreef hij als "belegd met gouden platen."
Weintraub zag kansen voor Jack Jersey en deed hem een aanbod, met de voorwaarde dat hij zich geheel zou aanpassen aan de Amerikaanse stijl. De overstap zou hebben betekend dat hij voor minstens een jaar in de Verenigde Staten zou gaan wonen. Jack de Nijs sloeg uiteindelijk het aanbod af omdat hij inzag dat hij bij de overstap naar Amerika te veel moest achterlaten, zoals zijn werk als schrijver en producer voor zijn artiesten in zijn productiemaatschappij JR en omdat hij het ook niet zag zitten voor zijn vrouw, en evenmin voor zijn kinderen die dan naar een Amerikaanse school moesten.

### Labels
Laatste jaren van JR
In 1978 was het bedrijf inmiddels ondergebracht in een groot pand met een eigen studio, een vergaderzaal en 12 medewerkers in dienst. Met de uitbreiding van het bedrijf ging ook veel van de magie verloren. De jarenlange samenwerking met zijn partner Henk Voorheijen raakte in de knel en die ging – na een eenzijdig aanbod van EMI/Bovema aan De Nijs – niet akkoord met het afscheid. Het duurde uiteindelijk vier jaar en veel rechtszaken voordat samenwerking in JR was beëindigd.
Valley Vision
In hetzelfde jaar, 1978, gaf hij een live concert met orkest in Schouwburg - theater De Kring te Roosendaal die Jack samen met zijn broer Dick organiseerde. Jack Jersey trad op met de backing (vocal) group van Oscar Benton en de toenmalige nog onbekende Henny Vrienten van de later bekende band Doe Maar als basgitarist.
Pentagram Records
Door de hele afwikkeling, een ziekte van drie maanden en problemen die speelden bij zijn platenmaatschappij EMI (Bovema/Negram), kwam Jack de Nijs bijna een jaar lang niet toe aan het schrijven van nieuwe liedjes. Als Jack Jersey bracht hij onder zijn eigen label Pentagram Records o.a. zijn elpee The King and I (1979) uit (Na officiële toestemming.) onder de naam A Pentagram recording for Bovema/Negram. Deze samenwerking werd echter in vriendschappelijk overleg tussen beide partijen na 1 jaar ontbonden.
Goena Goena Records

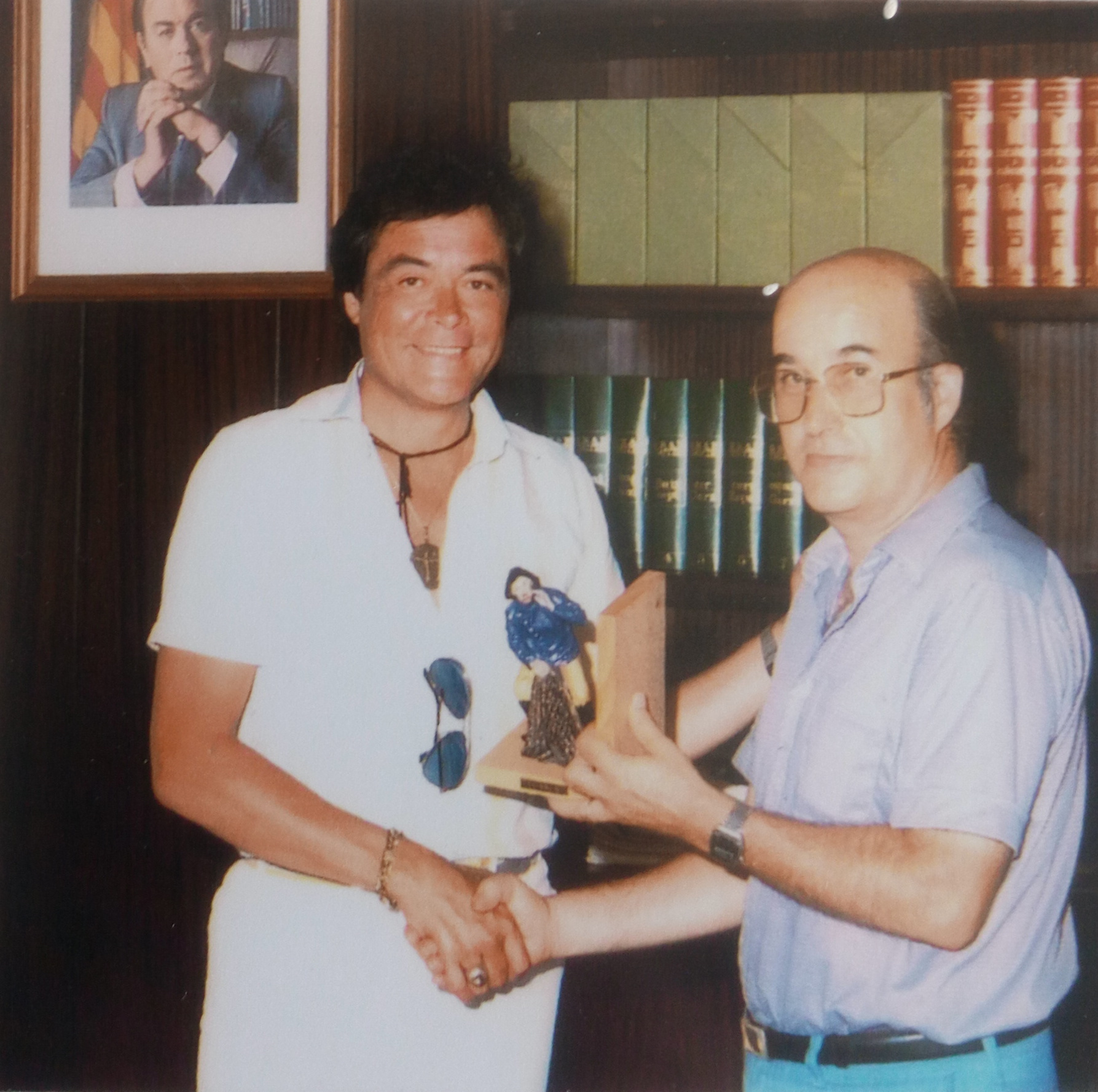
Onderscheiding tot ereburger door de burgemeester van Llançà, Spanje, 1982

Aan het eind van de jaren zeventig richtte Jack weer een eigen label op;Goena Goena Records. Zijn broer Dick was tot aan zijn overlijden zijn vaste personal manager. De distributie werd gedaan door Dureco en de muziek schreef, arrangeerde en produceerde hij wederom zelf. De betekenis van de naam Goena Goena is voor verschillende mensen anders,maar had voor hem de betekenis van witte magie, met de hulp van God.
Na een radiostilte van ongeveer drie jaar, kwam hij in 1980 terug met een single die zijn grootste hit is geworden, Sri Lanka... my Shangri-La (1980). Het was de hoogste binnenkomer in de tipparade en topparade van de week in dat jaar. Deze bereikte uiteindelijk de hitlijsten in vijf landen. Daarnaast had hij nog verschillende andere hits, waaronder Puerto de Llansa, dat hem daarbij ook nog het ereburgerschap van het kuststadje Llançà in Spanje opleverde. Zijn laatste grote albumsucces was Close to you (1988) dat goud opleverde en hoge verkoopcijfers kende in Polen.
In 1983 vertrok hij met zijn gezin naar Kalmthout Heide om vervolgens in Stabroek bij Antwerpen het problematische einde van J.R. Productions te vergeten en er samen met Harry Geerts een artiesten-café-restaurant op te zetten. Hij keerde echter na enkele jaren weer terug omdat zijn kinderen niet konden aarden in België. Ondertussen had hij hits als producer van Frank & Mirella en bleef hij optreden als Jack Jersey.

### The Shorts

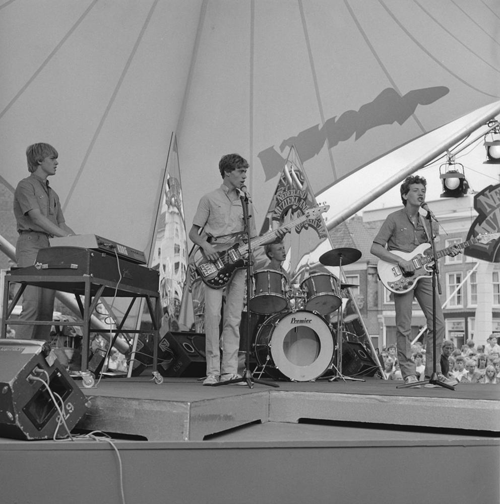
The Shorts in Nederland Muziekland, 1983

In 1983 bezocht hij Harry Knipschild, A&R-manager van Polydor, in de Wisseloordstudio's in Hilversum met het liedje Comment ça va. Het was Engelstalig en geschreven door Eddy de Heer. De Nijs vertelde hem over het plan het te laten uitvoeren door de jongensband The Shorts uit Leiden. Op Knipschilds verzoek schreef De Nijs er daar ter plekke een Nederlandstalige tekst voor. De productie werd ook door De Nijs gedaan in de Stone Sound Studio in Roosendaal. De pluggers maakten in die tijd de dienst uit bij Polydor en hielden tegen dat het door Polydor werd uitgebracht. Hierop zochten Knipschild en De Nijs contact met de concurrent, Ruud Wams (Paloma Music), die ervoor zorgde dat EMI het uitbracht. Volgens het uiteindelijke opschrift op de single zelf zou een Nederlandstalige versie van de hand van Eddy de Heer zijn verschenen, omdat De Heer een officiële autorisatie weigerde te verlenen op de nieuw geschreven tekst.
In Hilversum bleek het vervolgens moeilijk om het gedraaid te krijgen. Het publiek pakte het nummer echter al na enkele keren op en de single bereikte in korte tijd de nummer 1-positie van de Nederlandse hitlijsten. Ook kwam het op nummer 1 in de Vlaamse Ultratop te staan en werd het een hit in Frankrijk, Duitsland, Oostenrijk, Zwitserland en Noorwegen. Bij elkaar werd de single vier miljoen maal verkocht, waarvan in Frankrijk alleen al één miljoen stuks. In Frankrijk en Nederland werd het succes bekroond met platina en in Nederland was het de bestverkochte single van 1983. Conamus onderscheidde de single met de Exportprijs. Ook produceerde hij de opvolger Je suis, tu es die opnieuw een hit werd in meerdere landen en in Nederland platina verwierf. Hierna gooide De Heer het over een andere boeg. Het eerdere succes werd zonder De Nijs niet meer behaald.
Door de jaren heen waren hij en de artiesten die hij vertegenwoordigde goed voor de verkoop van meer dan twintig miljoen platen. In het Top 100-Jaaroverzicht van 1974 komt zijn werk vijfmaal voor: tweemaal als Jack Jersey, tweemaal als producent van André Moss en nog eens van Nick MacKenzie.

### Veelzijdigheid
Tijdens een interview in 1972 – hij had al een groot aantal hits geschreven – verklaarde hij eens tegenover Veronica dat hij kon lachen om producers die geloofden in een hitformule. Naar zijn mening was een hit niet alleen afhankelijk van de producer, maar ook van de promotie en veel andere factoren, en dan vond hij het uiteindelijk nog aan het publiek om dat te beslissen. Om die reden had hij de taken die hij minder goed beheerste uit handen gegeven, zoals de zakelijke vertegenwoordiging van het bedrijf. Als musicus was hij veelzijdig. Bij bijna alle platen was hij zowel de componist, tekstschrijver, arrangeur als de producer, waarvan ten minste 74 liedjes de Nederlandse Top 40 bereikten. Daarnaast was hij nog als zanger actief als Jack Jersey.

### Gezondheidsproblemen
In zowel 1985 als 1986 werden er poliepen op zijn stembanden geconstateerd. In 1988 werd een kwaadaardige tumor gediagnosticeerd in de orofarynx en het strottenhoofd. Hierna volgden bestralingen, een keeloperatie en chemokuren en hij moest verder leven met zware medicatie en pijnstillers.
Een echt herstel bleef echter uit.
In oktober 1996 was hij door de gevolgen inmiddels ernstig ziek. In februari 1997 kwam hij met Ton van Beusekom van EMI tot overeenstemming over het uitbrengen van een dubbel-cd met 30 liedjes, getiteld Thanks for all the years. Hierbij gaf hij de voorkeur aan liedjes over landen die hij had bezocht, het liedje  My father's house dat hij speciaal schreef over zijn ouderlijk huis waarin hij geboren was, enkele liedjes van Elvis Presley als een ode aan hem (van de elpee The King and I) en verder nog hits, zoals Gone girl (1970), Papa was a poor man (1974) en Sri Lanka... my Shangri-La (1980).
In de vroege ochtend van 26 mei 1997 overleed hij aan de gevolgen van zijn ziekte, thuis in de armen van zijn vrouw. Hij werd 55 jaar oud.

### Postuum (eerbetoon)

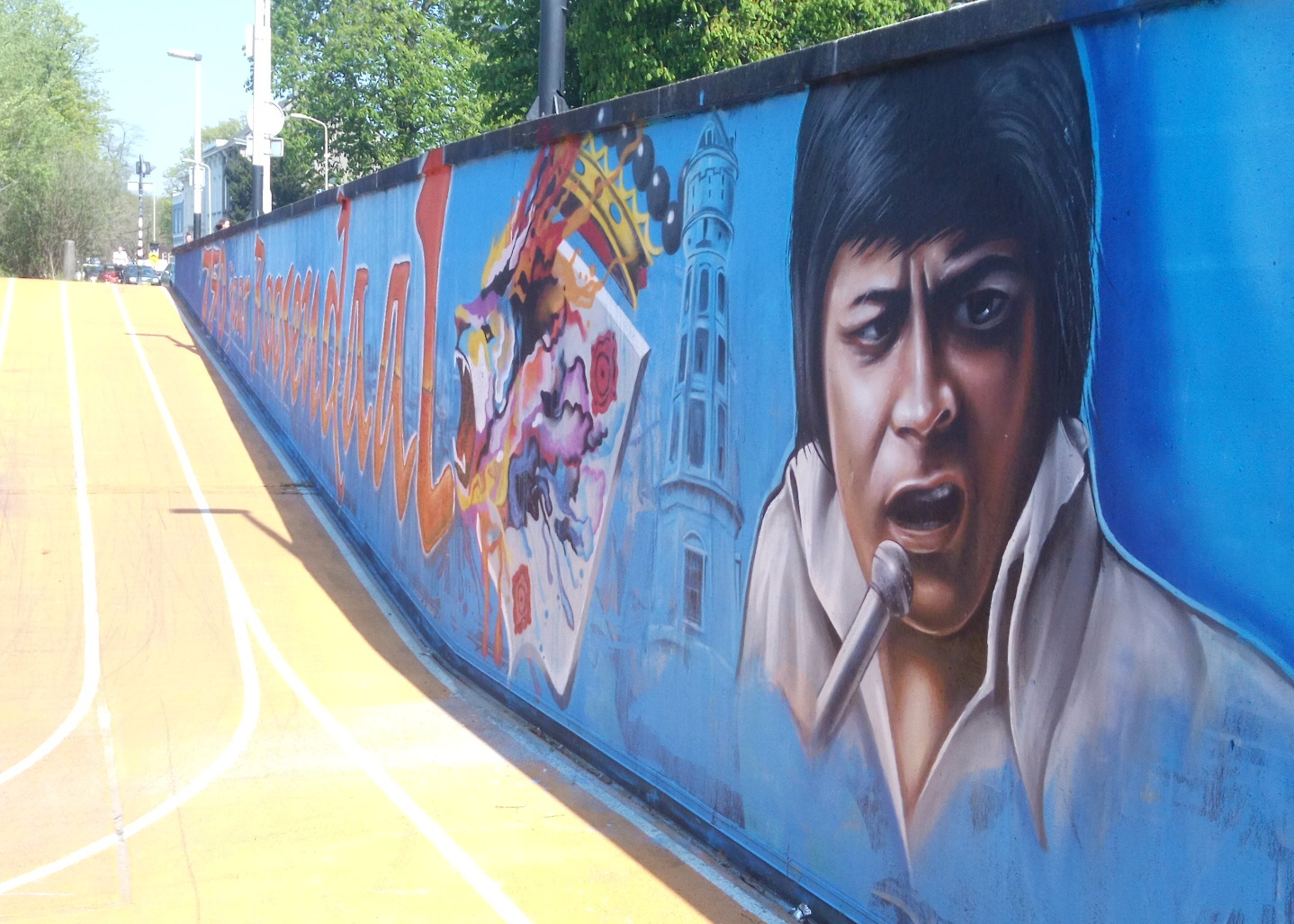
Muurschildering tijdens 750 jaar Roosendaal, 2018

Na zijn overlijden werd zijn muziek nog door allerlei artiesten opgenomen, zoals door Frans Bauer en Marianne Weber (Wat ik zou willen) en enkele door René Schuurmans, maar ook internationaal zoals door Frank Michael. In 2008 werd Mexico met zijn tekst gebruikt voor de Mexicaanse tekenfilm Campeones de la lucha libre.
Op 24 mei 2009 is voor het eerst een Jack Jersey Festival gehouden in het centrum van zijn woonplaats Roosendaal, op de Oude Markt en in de Raatskelder. Diverse artiesten traden ter ere van hem op, onder wie zijn ontdekkingen Frank & Mirella en Nick MacKenzie. De Raatskelder heeft een historische binding met de singer-songwriter, omdat hij er in de jaren zestig op de zolder een studio had.
In mei en augustus 2017 is aan het plafond van het Tongerlohuys in zijn woonplaats een expositie opgedragen aan tal van bekende iconen uit Roosendaal, zoals ook aan hem. Tijdens dit eerbetoon viel op 26 mei ook zijn twintigste overlijdensdag.
Op 10 maart 2018 is hij een van de vier Roosendalers die op De Kadetunnel geportretteerd werd door een graffitikunstenaar. Dit gebeurde tijdens de viering van 750 jaar Roosendaal onder het motto Het DNA van Roosendaal waaraan vijftien kunstenaars werken. In de jaren 2020 is er terugkerend vraag naar een standbeeld voor hem in Roosendaal.
In 2020 verscheen Una Noche Mexicana in de tv serie Soulmates uitgezonden door AMC (televisiezender).
In 2021 licenseert Albert Heijn het lied Comment ça va van The Shorts voor een reclamespot dat in de zomer van dat jaar werd uitgezonden door verschillende zenders van RTL (Nederland).
Op 26 mei 2023 werd een bedevaart gehouden door 25 fans van Jack die van Breda naar zijn graf te Roosendaal liepen.
Het lied Rub It In van Jack Jersey and The Jordanaires komt voor in de serie Sex Education (seizoen 4, aflevering 5), uitgezonden via Netflix.
Op Jack zijn geboortedag 18 juli heeft Universal Music in 2023 zijn hele repertoire gereleased als eerbetoon op alle streaming platforms zoals Spotify, Deezer, YouTube, Apple Music, Amazon enzovoort.

## Onderscheidingen

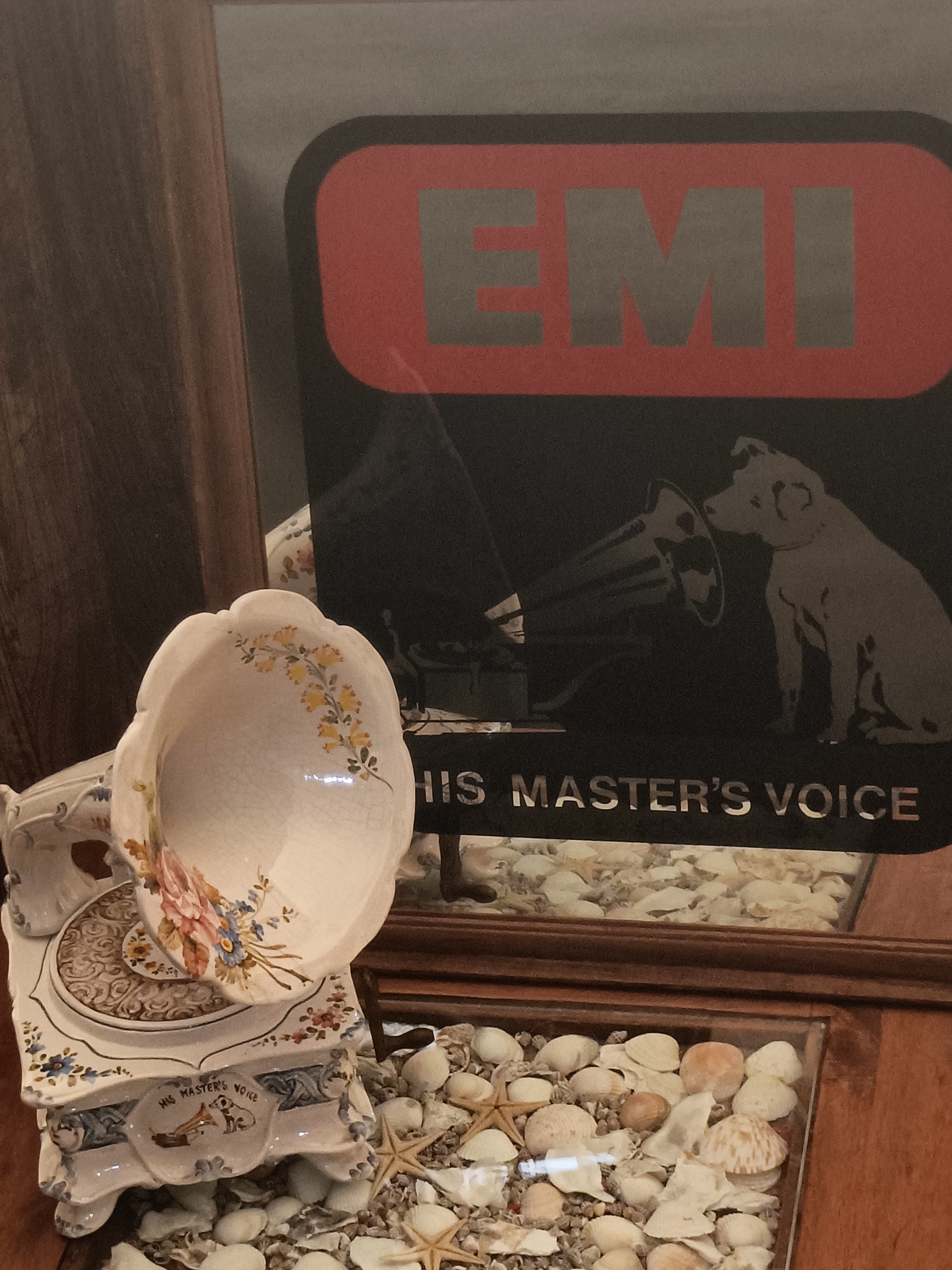
His Master's Voice van EMI/Bovema, een prestigieuze award, in 1974 overhandigd aan Jack Jersey door Roel Kruize en Theo Roos

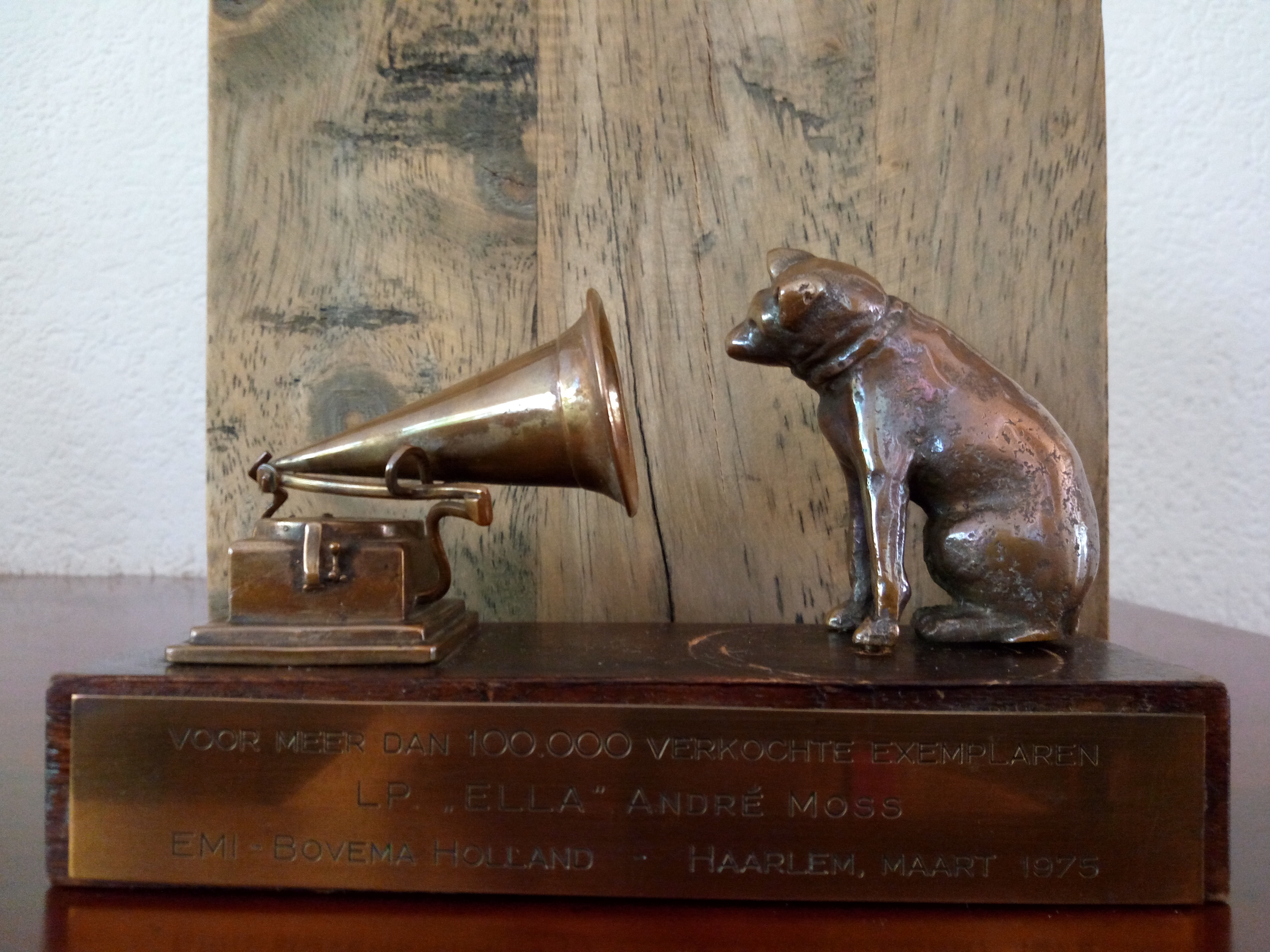
Vijf maal de Gouden Hond

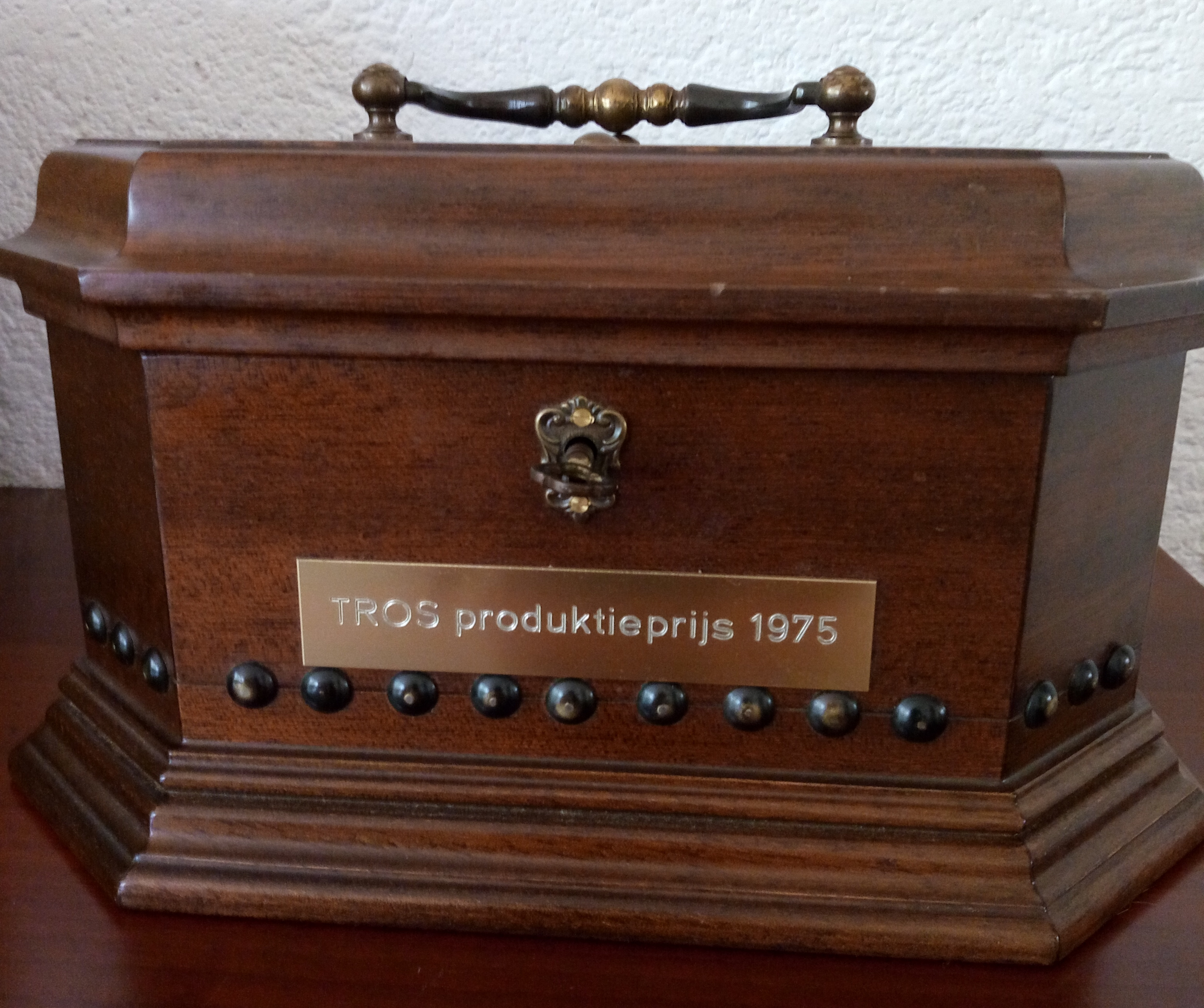
Produktieprijs, 1975

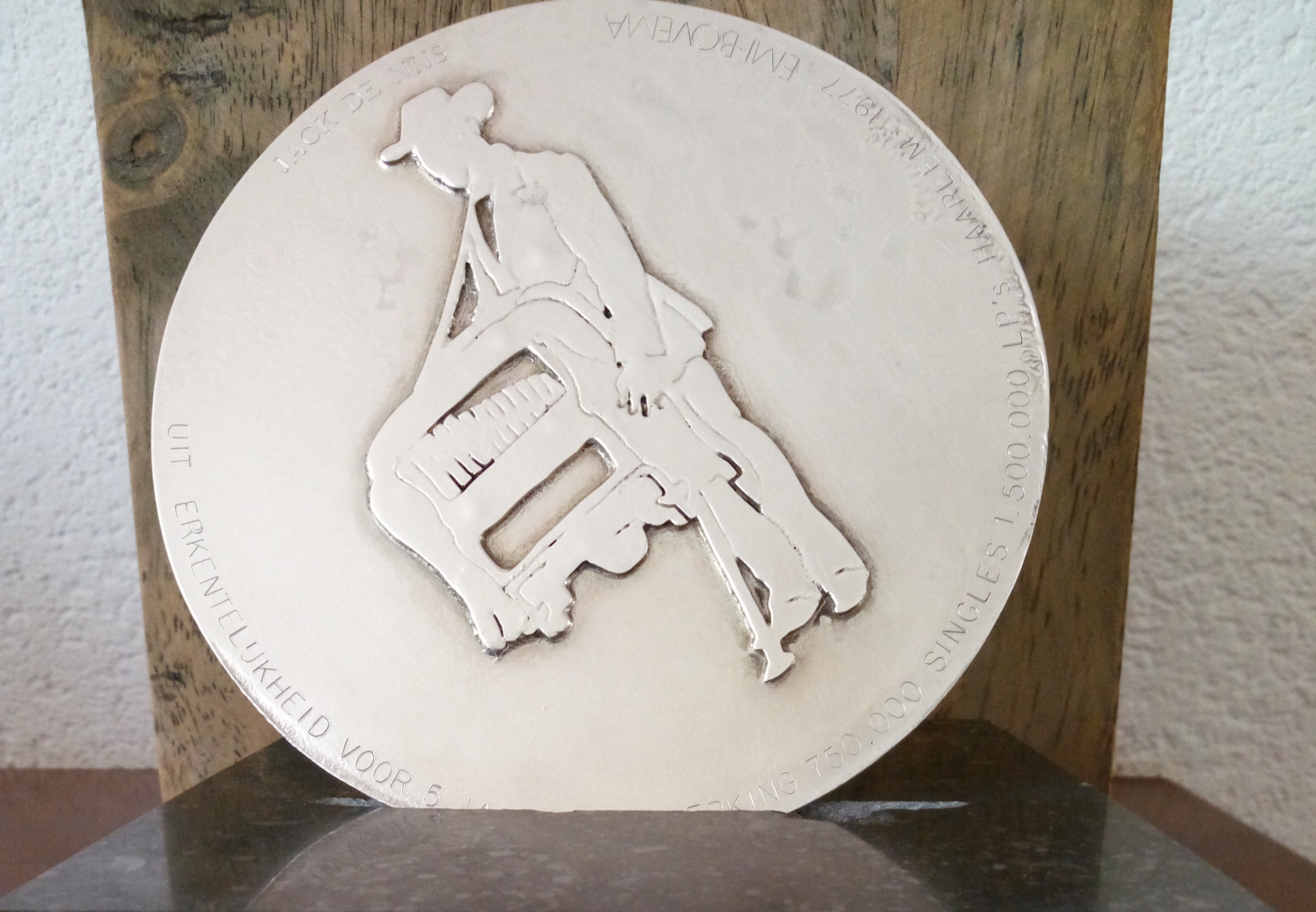
Zilveren plaquette, Bovema, 1977

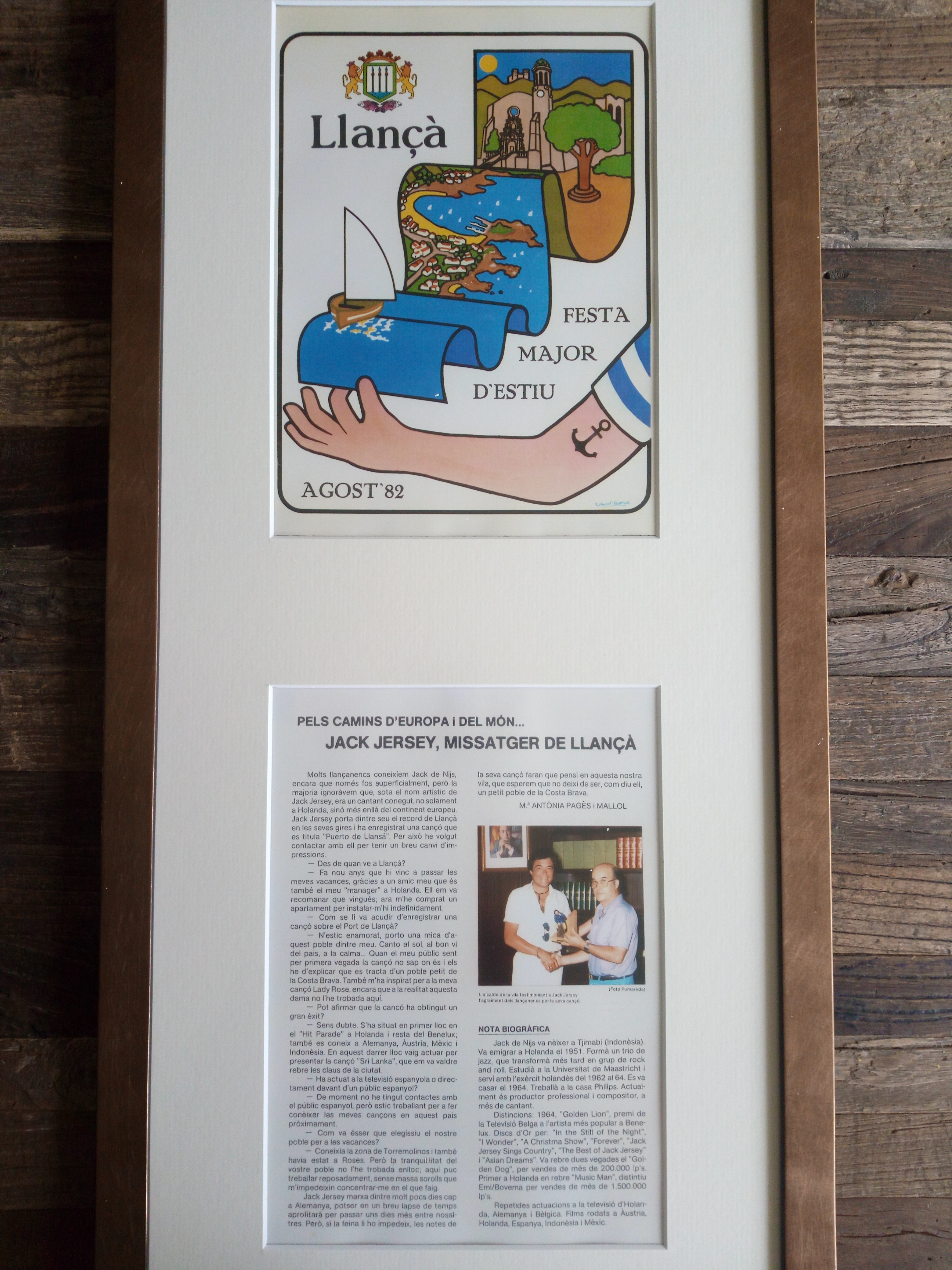
Missatger de Llançà, 1982

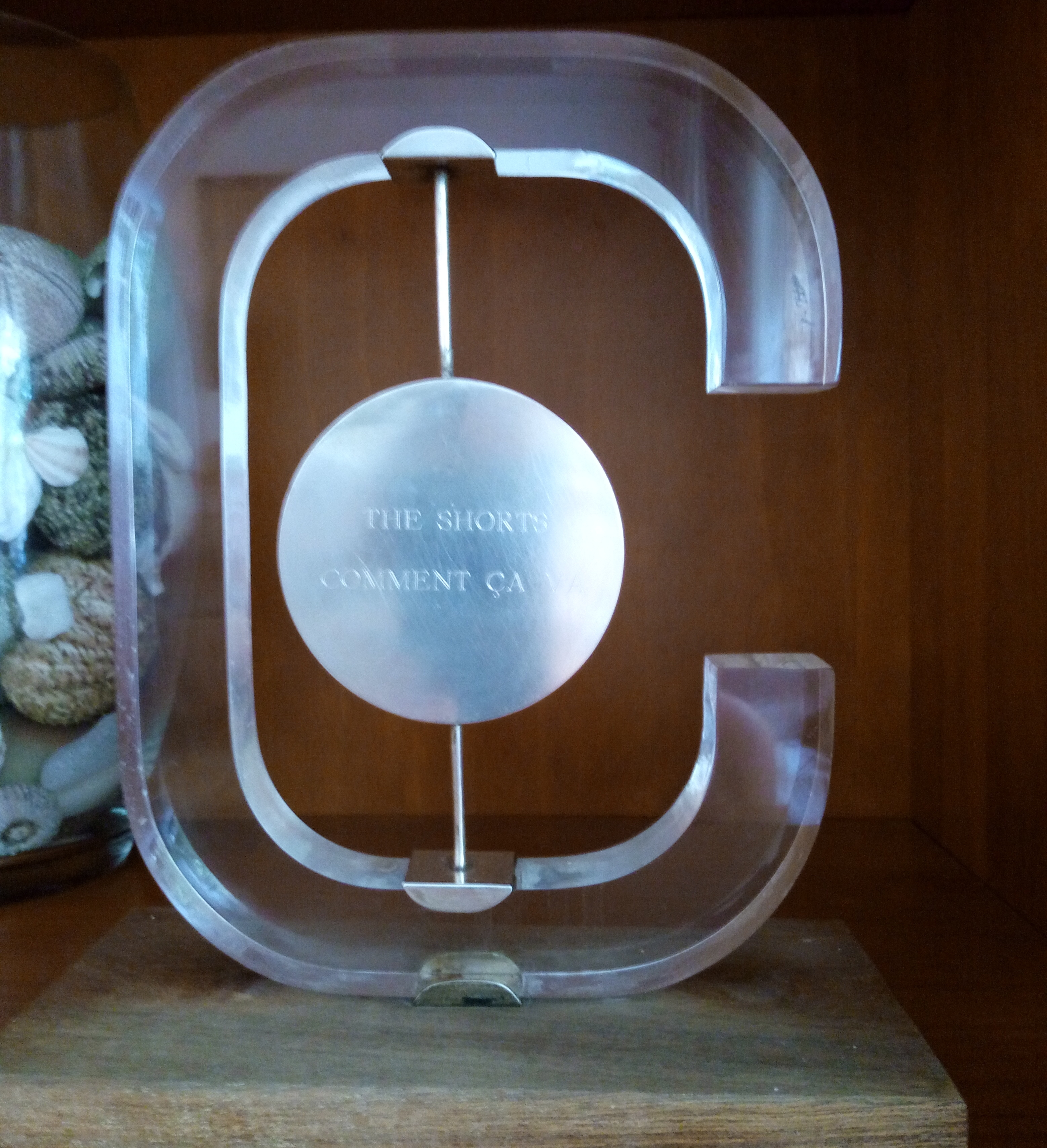
Exportprijs, 1983

Jack de Nijs ontving een groot aantal onderscheidingen. Platina ontving hij 16 keer, onder meer twee keer door covers van zijn liedjes door Ray Miller in Duitsland, drie keer voor zijn werk aan de elpee Ella van André Moss, en twee keer voor de productie van Comment ça va van The Shorts in Nederland en Frankrijk.
Verder ontving hij nog circa 30 gouden platen en vijf keer een Gouden Hond, ook wel His Master's Voice, van het platenlabel EMI/Bovema.
Daarnaast ontving hij nog de volgende onderscheidingen:
- 1972: Gouden balpen en gouden vulpotlood, Conamus.
- 1974: Golden Lion Award uitgereikt door de BRT, voor de meest populaire recording artist in de Benelux.[80]
- 1974: TROS-Produktieprijs.
- 1974: Porseleinen Bovema-grammofoon met logo His Master's Voice, die slechts bij hoge uitzondering wordt uitgereikt.
- 1976: Veronica: De populairste zanger van Nederland, een gedeelde eerste plaats met André van Duin.[81]
- 1977: Zilveren plaquette op een marmeren voet van Bovema voor zijn "artistieke en productionele gaven" n.a.v. meer dan 750.000 verkochte singles en 1.500.000 elpees. Deze speciale prijs was nog nooit eerder uitgereikt.[80]
- 1978: Oorkonde voor medewerking in de Tour de France, waaronder het geven van het startschot in St. Willebrord tijdens de 1e etappe.[noot 3][46][47]
- 1980: NVPI-certificaat - IFPI
- 1982: Ereburger, uitgereikt door de burgemeester van Llançà, Spanje.[82]
- 1983: Conamus Exportprijs voor zijn aandeel aan Comment ça va van The Shorts

## Discografie

### Producer- en songwritersuccessen
Albums
| Jaar | artiest           | titel            | drager   | bekroning             | betrokkenheid                 |
| ---- | ----------------- | ---------------- | -------- | --------------------- | ----------------------------- |
| 1974 | Jan Boezeroen     | Oei, oei         | elpee    | goud                  | producer en songwriter        |
| 1974 | André Moss        | Ella             | elpee    | 1x goud en 3x platina | producer en songwriter        |
| 1974 | André Moss        | Ella             | cassette | goud                  | producer en songwriter        |
| 1974 | André Moss        | Rosita           | elpee    | 2x goud en 1x platina | producer en songwriter        |
| 1974 | André Moss        | Rosita           | cassette | goud                  | producer en songwriter        |
| 1974 | diverse artiesten | Op losse groeven | elpee    | goud                  | producer en (mede-)songwriter |
| 1975 | André Moss        | My Spanish rose  | cassette | goud                  | producer en songwriter        |

Singles
| Jaar | artiest           | titel             | bekroning        | betrokkenheid                            |
| ---- | ----------------- | ----------------- | ---------------- | ---------------------------------------- |
| 1969 | Leo den Hop       | Antoinette        | goud             | songwriter en producer                   |
| 1969 | Ray Miller        | Antoinette        | platina (D)      | songwriter                               |
| 1970 | Ray Miller        | Sophia Loren      | goud (D)         | songwriter                               |
| 1970 | Tony Bass         | Gina Lollobrigida | platina          | songwriter en producer                   |
| 1970 | Ray Miller        | Gina Lollobrigida | platina+goud (D) | componist                                |
| 1970 | Sjakie Schram     | Zuster, oh zuster | goud             | songwriter                               |
| 1970 | Jan Boezeroen     | De fles           | platina          | producer en songbewerker                 |
| 1971 | Cock van der Palm | Mira              | platina          | songwriter en producer                   |
| 1971 | Jan Boezeroen     | Oei, oei          | platina          | songwriter en producer                   |
| 1973 | Nick MacKenzie    | One is one        | platina          | producer en mede-songwriter              |
| 1973 | Nick MacKenzie    | Juanita           | goud             | producer en mede-songwriter              |
| 1973 | Nick MacKenzie    | Juanita           | goud (D)         | producer en mede-songwriter              |
| 1974 | Nick MacKenzie    | Peaches on a tree | goud             | producer en mede-songwriter              |
| 1983 | The Shorts        | Comment ça va     | platina (NL)     | producer en songwriter Nederlandse tekst |
| 1983 | The Shorts        | Comment ça va     | platina (F)      | producer                                 |
| 1983 | The Shorts        | Je suis, tu es    | goud             | producer en songwriter Nederlandse tekst |

### Discografie als soloartiest
Alle muziek van Jack de Nijs als artiest werd postuum op zijn 82e verjaardag op 18 juli 2023 door Universal Music Group gereleased op verschillende streamingdiensten, zoals o.a.Spotify, Apple Music, Amazon Music, Deezer en YouTube.
Albums
De hier gepresenteerde albumtop is de Top 40 (later 75) van Veronica.
| Jaar | album                          | Top 40        | opmerkingen en bekroning                                                                                    |
| ---- | ------------------------------ | ------------- | --- |
| 1968 | Jack de Nijs zingt Sofia Loren | -             | als Jack de Nijs                                                                                            |
| 1974 | In the still of the night      | 3 (29 weken)  | platina elpee (100.000+) gouden muziekcassette (100.000+)                                                   |
| 1975 | I wonder                       | 7 (13 weken)  | 2 gouden elpees 2 gouden muziekcassettes met The Jordanaires, live-album Amerikaanse versie: Honky tonk man |
| 1975 | A Christmas show               | 31 (3 weken)  | 2 gouden elpees tv-special (gefilmd in Oostenrijk)                                                          |
| 1976 | Jack Jersey sings country      | 15 (12 weken) | 2 gouden elpees tv-special (gefilmd in België en Nederland)                                                 |
| 1976 | The best of Jack Jersey        | 2 (19 weken)  | platina elpee tv clips (van 6 liedjes van dit album gefilmd in Spanje)                                      |
| 1977 | Forever                        | 22 (10 weken) | gouden elpee tv clips (van 3 liedjes van dit album gefilmd in Spanje)                                       |
| 1977 | Asian dreams                   | 5 (20 weken)  | 2 maal gouden elpee tv-special uitzendgerechtigde AVRO (gefilmd in Indonesië)                               |
| 1978 | Mexico bienvenido              | 17 (10 weken) | tv-special uitzendgerechtigde TROS (gefilmd in Mexico) gouden elpee                                         |
| 1979 | The King and I                 | 25 (12 weken) | uitgebracht na officiële toestemming tv-special (gefilmd in Tunesië en Amsterdam)                           |
| 1979 | Accept my love                 | 37 (2 weken)  | |
| 1980 | Sri Lanka... my Shangri-La     | 38 (8 weken)  | |
| 1981 | Jack Jersey show               | 28 (8 weken)  | tv-special uitzendgerechtigde NCRV(gefilmd in Sri Lanka) album met Lisa MacKeag en Maurice de la Croix      |
| 1982 | Dreamer                        | 28 (9 weken)  | |
| 1982 | Live in Indonesia              | -             | |
| 1988 | Close to you                   | 35 (9 weken)  | gouden elpee meer dan 78.000 verkopen in Polen                                                              |
| 1997 | Thanks for all the years       | -             | 2 cd's |
| 2007 | Asian dreams and greatest hits | 51 (5 weken)  | gouden dvd en cd.                                                                                           |

Singles
Hieronder staat een samenvatting van de hitnoteringen. Voor meer gegevens, zie de artikelen over de singles. Hij bracht de singles uit als Jack Jersey, tenzij anders vermeld (in de periode tot 1973). Al zijn hits achter elkaar gezet hebben meer dan tweeënhalf jaar in de hitlijsten gestaan. Hitparade in de lijst verwijst naar de Nationale Hitparade. De naam van deze lijst varieerde echter in de geschiedenis, van Hilversum 3 Top 30 (1969-71), naar Daverende Dertig (1971-74), naar Nationale Hitparade (1974-89) en Nationale Top 100 (1989-93). In 1987 ging de top 50 over naar een top 100.
| Jaar | single                                         | Top 40       | Hitparade    | BRT 30        | opmerkingen en bekroning |
| ---- | ---------------------------------------------- | ------------ | ------------ | ------------- | --- |
| 1970 | Paulette                                       | -            | -            | -             | als Jack & Woody |
| 1970 | Sofia Loren                                    | 23 (3 weken) | 21 (2 weken) | -             | als Jack de Nijs |
| 1970 | Al ben ik mister Mundy niet                    | tip          | -            | -             | als Jack de Nijs |
| 1971 | Oh daar heb je ze weer                         | 36 (4 weken) | -            | -             | als Jack de Nijs |
| 1971 | Blame it on the summersun                      | 35 (2 weken) | -            | -             | als Ruby Nash |
| 1972 | Ay, ay, waar blijft Maria                      | 25 (4 weken) | 28 (1 week)  | -             | als Jack de Nijs |
| 1972 | Helena                                         | 28 (3 weken) | -            | -             | als Jack de Nijs |
| 1972 | Marian                                         | tip          | -            | -             | als Jack de Nijs Sextet |
| 1973 | Hee dans met mij                               | tip          | -            | -             | als Jack de Nijs Sextet |
| 1973 | I'm calling                                    | 13 (7 weken) | 12 (5 weken) | 10 (10 weken) | alarmschijf bij Radio Veronica |
| 1973 | Don't break this heart                         | 17 (6 weken) | 18 (4 weken) | 4 (6 weken)   | |
| 1974 | In the still of the night                      | 6 (11 weken) | 5 (11 weken) | 2 (15 weken)  | gouden single in Nederland gouden single in België voor meer dan 100.000 verkopen 21 (6 weken) nummer 1854 (1999) in de Top 2000 nummer 726 (2017) in de Evergreen Top 1000 |
| 1974 | Papa was a poor man                            | 5 (11 weken) | 5 (13 weken) | 3 (12 weken)  | gouden single nummer 1951 (1999) in de Top 2000 |
| 1974 | Rub-it in                                      | 14 (6 weken) | 13 (5 weken) | 8 (6 weken)   | met The Jordanaires |
| 1975 | I wonder                                       | 11 (7 weken) | 11 (5 weken) | 6 (11 weken)  | met The Jordanaires |
| 1975 | Honky-tonk man                                 | -            | -            | -             | met The Jordanaires (uitgebracht in de Verenigde Staten van Amerika ) |
| 1975 | Mary Lee                                       | 38 (3 weken) | 28 (2 weken) | 18 (4 weken)  | met The Jordanaires |
| 1975 | Silvery moon                                   | 22 (3 weken) | 22 (4 weken) | 16 (5 weken)  | |
| 1975 | Gone girl                                      | 11 (7 weken) | 12 (5 weken) | 7 (8 weken)   | |
| 1976 | Me and Bobby McGee                             | 22 (5 weken) | 17 (4 weken) | 16 (5 weken)  | |
| 1976 | After sweet memories                           | 17 (7 weken) | 16 (4 weken) | 16 (3 weken)  | |
| 1976 | Blue brown-eyed lady                           | 6 (11 weken) | 6 (8 weken)  | 4 (11 weken)  | gouden single en op plaats 43 in de Top-100 van 1976 |
| 1976 | Lonely Christmas                               | -            | -            | 18 (3 weken)  | |
| 1977 | Lonely me                                      | 21 (6 weken) | 24 (3 weken) | 22 (4 weken)  | |
| 1977 | On this night a thousand stars                 | tip          | tip          | 25 (3 weken)  | |
| 1977 | Forever                                        | tip          | tip          | -             | |
| 1977 | She was dynamite                               | 18 (6 weken) | 22 (4 weken) | 11 (7 weken)  | |
| 1977 | Asian dreams                                   | -            | -            | 29 (1 week)   | |
| 1978 | Viva Mexico                                    | -            | -            | -             | |
| 1979 | Don't                                          | -            | -            | -             | |
| 1979 | Ramblin' man                                   | -            | -            | -             | |
| 1979 | Yesterday guy                                  | -            | -            | -             | |
| 1980 | Send a little bit of love                      | -            | -            | -             | duet met Lisa MacKeag |
| 1980 | Sri Lanka... my Shangri-La                     | 4 (10 weken) | 3 (12 weken) | 2 (11 weken)  | platina single 34 (5 weken) 6 (12 weken) 8 (6 weken) |
| 1980 | Woman                                          | 28 (4 weken) | 39 (4 weken) | 21 (1 week)   | |
| 1981 | Shanah                                         | 26 (5 weken) | 27 (7 weken) | -             | |
| 1981 | Lonely street                                  | tip          | -            | -             | |
| 1982 | Puerto de Llansa (Lady Rose)                   | 26 (5 weken) | 35 (5 weken) | -             | |
| 1982 | Papa was a poor man (live)                     | tip          | -            | -             | live in Indonesië |
| 1982 | 63784                                          | -            | tip          | -             | |
| 1983 | Santa Lucia                                    | -            | tip          | -             | |
| 1983 | Voodoo hits me                                 | -            | -            | -             | |
| 1984 | Tears                                          | -            | -            | -             | |
| 1985 | All I do is dream                              | tip          | tip          | -             | |
| 1985 | Be my little woman                             | -            | -            | -             | |
| 1985 | Breakin' up                                    | -            | -            | -             | |
| 1986 | Love letters                                   | -            | -            | -             | |
| 1988 | I can stand tomorrow                           | -            | -            | -             | |
| 1988 | Lady                                           | tip          | 59 (9 weken) | -             | |
| 1988 | Happy Xmas (War is over) / Gelukkig Kerstfeest | -            | 15 (5 weken) | -             | Artiesten voor het Ronald McDonaldhuis |
| 1989 | Hurry home                                     | -            | 76 (6 weken) | -             | |
| 1989 | Close to you                                   | -            | -            | -             | |
| 1990 | Here comes summer                              | -            | 63 (7 weken) | -             | |
| 1991 | Blame it on the summersun                      | -            | 65 (5 weken) | -             | |

#### NPO Radio 2 Top 2000
| Nummers met noteringen in de NPO Radio 2 Top 2000 | '99  |
| ------------------------------------------------- | ---- |
| In the still of the night                         | 1854 |
| Papa was a poor man                               | 1951 |

1. ↑  Een vetgedrukt getal geeft de hoogste notering van een nummer aan.
2. ↑  Deze tabel is bijgewerkt tot en met de meest recente editie (2024).

## Galerij

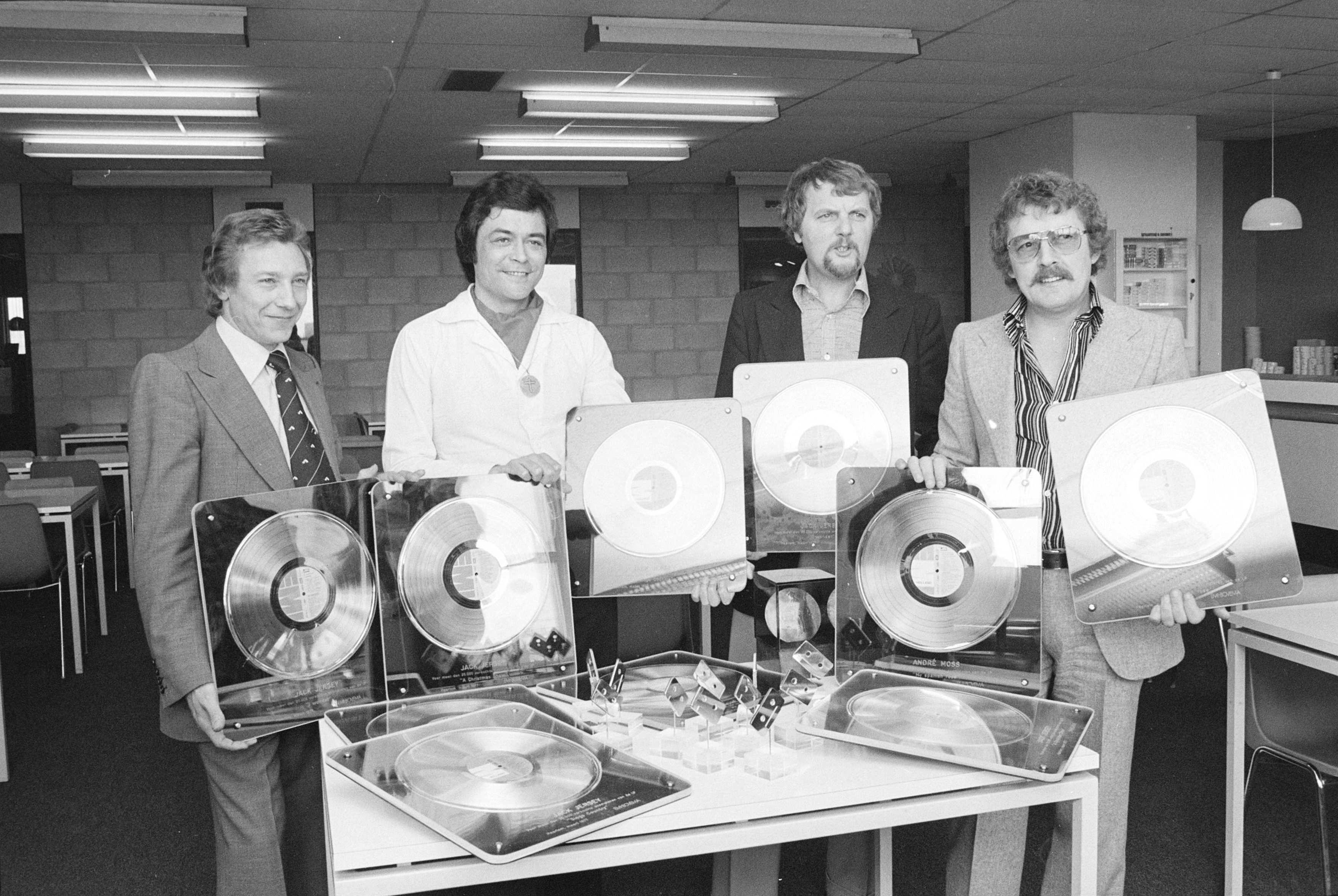
Onbekend persoon, Jack Jersey, Cees den Daas en André Moss, 1977
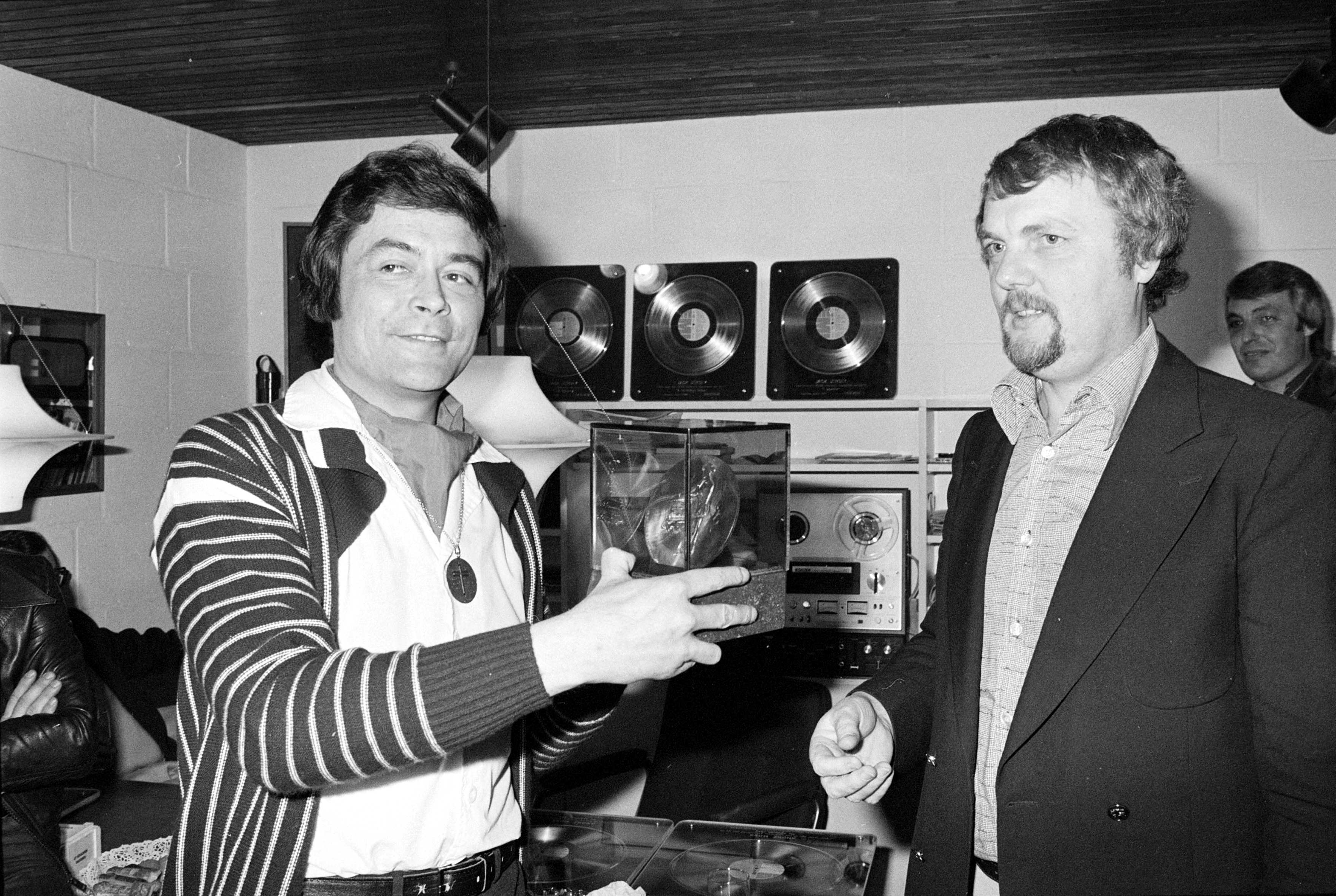
Jack Jersey en Cees den Daas, 1977
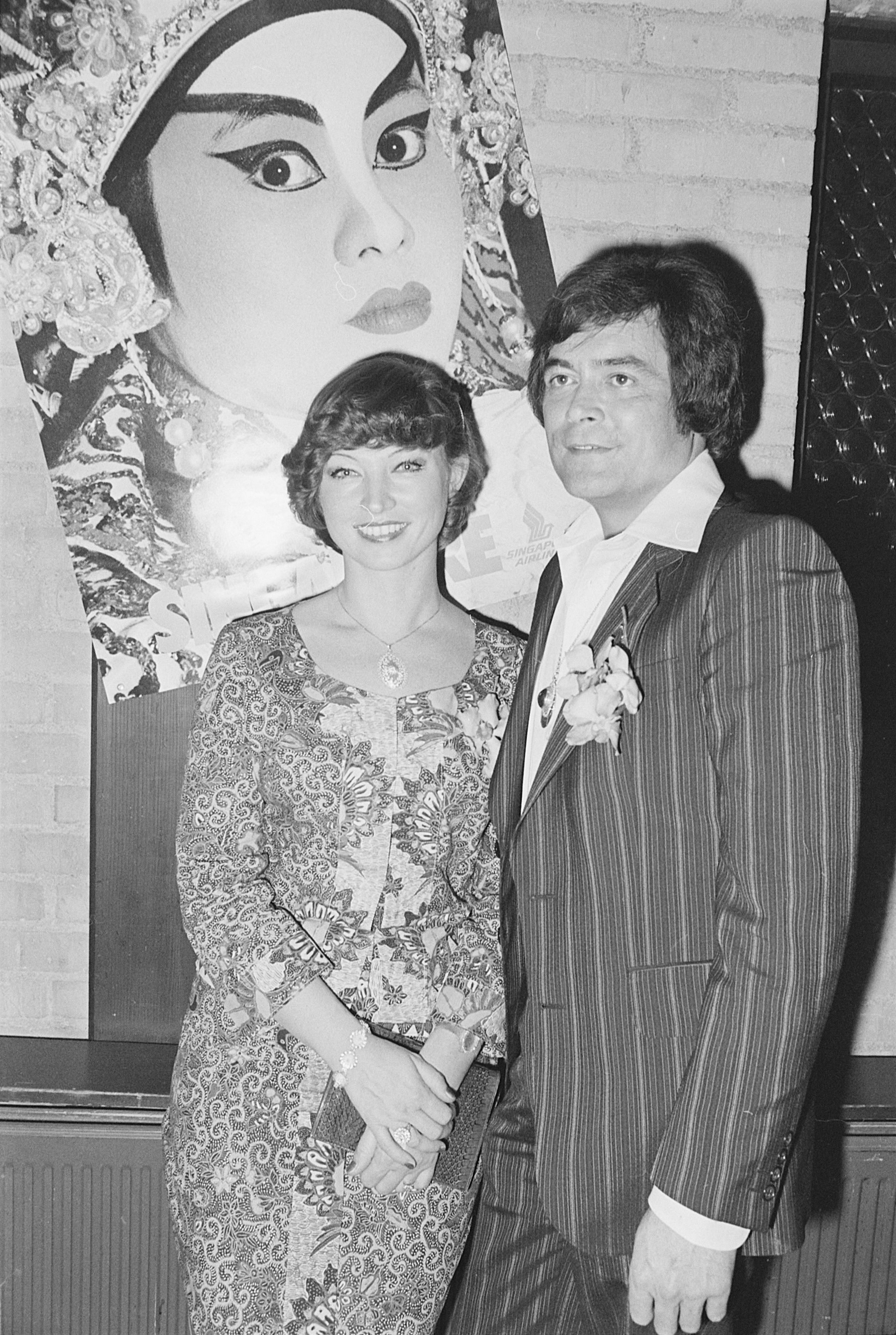
Elly en Jack de Nijs, 1977
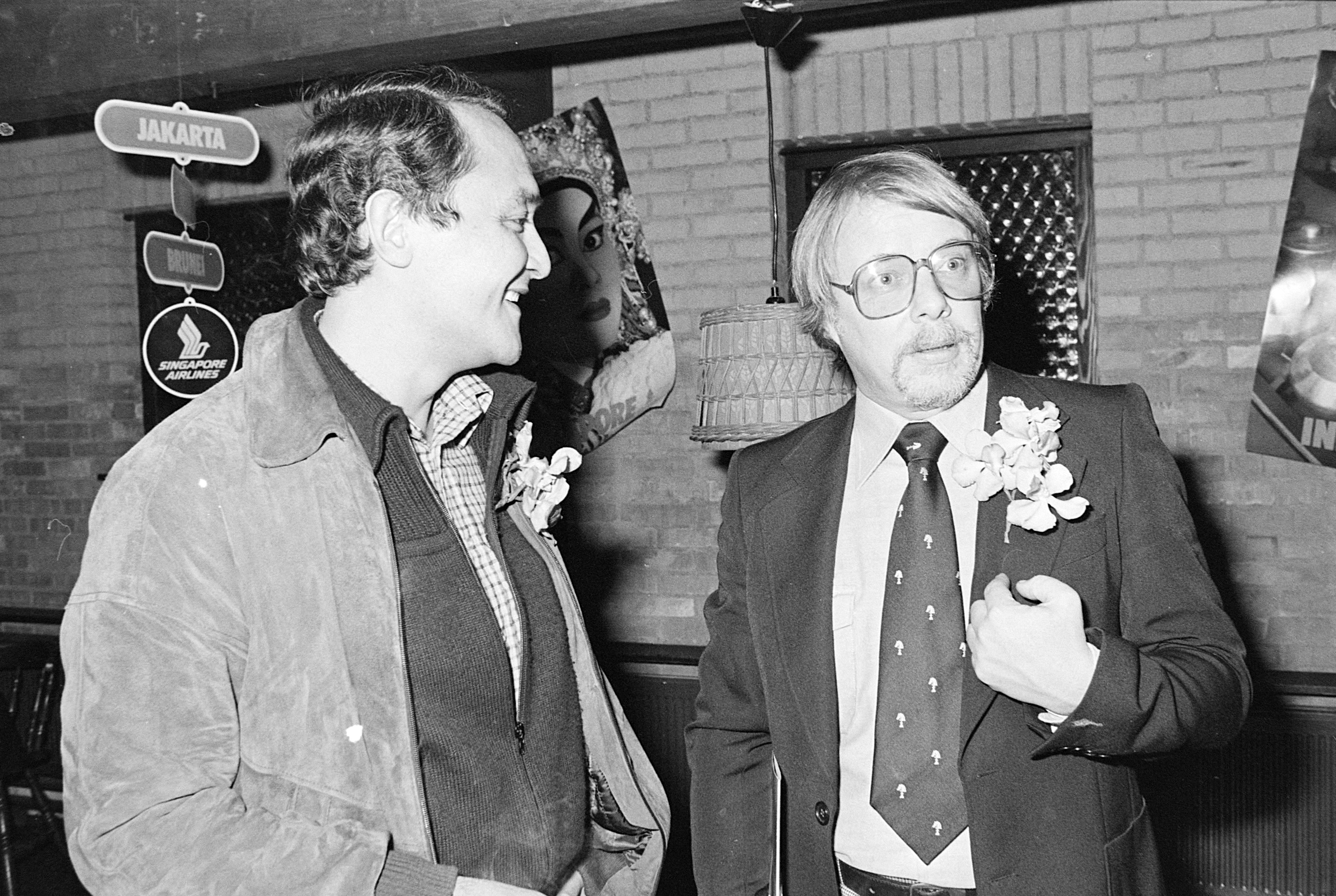
Dick de Nijs (broer) en Theo Ordeman, 1977
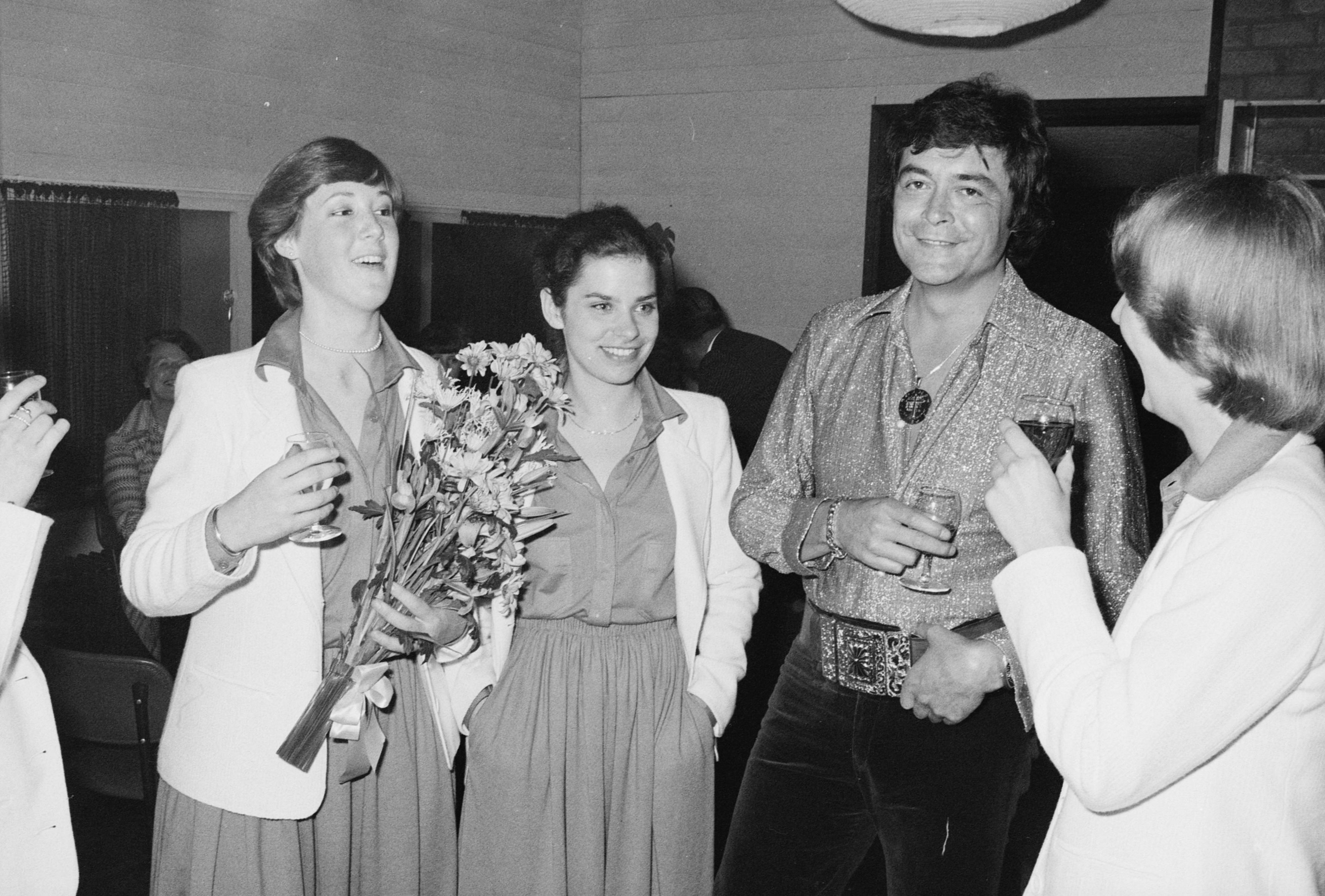
Jack Jersey met Haarlemse bloemenmeisjes, 1978
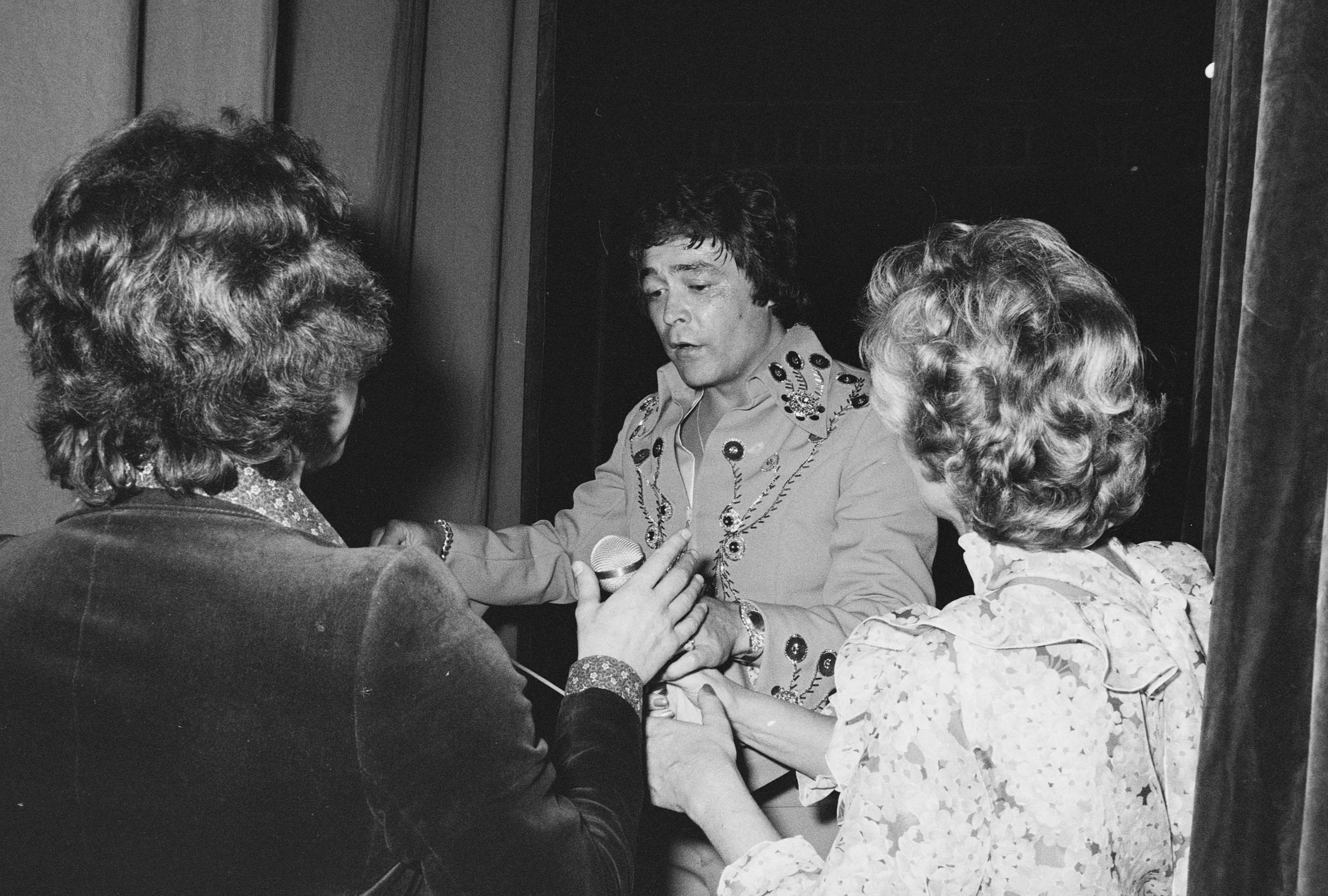
Jack Jersey vlak na zijn optreden en Mieke Telkamp, 1978

- Bibsys: 1707990464550
- Biblioteca Nacional de España: XX5892607
- Bibliothèque nationale de France: cb181075951 (data)
- Gemeinsame Normdatei: 134417895
- International Standard Name Identifier: 0000 0000 5604 2585
- Library of Congress Control Number: no98030118
- MusicBrainz: 4d9b3443-0954-4b85-a34e-e1330ae3abcf
- Nationale Bibliotheek van Tsjechië: mzk2011618025
- Nederlandse Thesaurus van Auteursnamen: 073645958
- Virtual International Authority File: 79614350
- WorldCat: E39PBJfRytCqbFtCQpmKbbfyVC